# شيرين أبو عاقلة
شيرين أبو عاقلة (3 أبريل 1971 – 11 مايو 2022)، صحفية بارزة فلسطينية، تخرجت من مدرسة راهبات الورديّة في بيت حنينا في مدينةِ القدس، وتحملُ الجنسية الأمريكيّة. عَملت مراسلةً لمدة 25 عامًا لصالح شبكة الجزيرة الإعلامية، قبل أنّ تقتلها القواتُ الإسرائيليّة بينما كانت على رأس عملها مرتديةً السترة الصحفية الزرقاء لتغطية مداهمة الجيش الإسرائيلي لمخيم جنين في الضفة الغربية. كانت شيرين إحدى أبرز الأسماء في الشرق الأوسط لعقود بفضلِ عملها الصحفيّ في الضفة الغربية وقطاع غزة، ويُنظر إليها على أنها نموذجٌ يُحتذى به للعديد من النساء العربيات والفلسطينيات. تعتبر شيرين أيقونة للصحافة الفلسطينية.
عَقِب مقتلها في 11 مايو 2022، أنكرت إسرائيل مسؤوليتها وحمّلت المسلحين الفلسطينيين المسؤولية. إلا أنها ونتيجةً للتحقيق، غيّرت روايتها تدريجيًا حتى اعترفت بأن شيرين قُتلت على الأرجح "عن طريق الخطأ" بنيران إسرائيلية، لكنها رفضت إجراء تحقيق جنائي. جاء هذا الاعتراف بعد أن أجّرَت وسائل الإعلام الدوليّة والمفوضية السامية للأمم المتحدة لحقوق الإنسان ووزارة الخارجية الأمريكية عدّةَ تحقيقاتٍ مُستقلة. دحضت مجموعة فورينزيك أركيتكشر النتائج التي توصّلت إليها إسرائيل في 20 سبتمبر، وقالت إن شيرين قد استُهدفت عمدًا وحُرمت من المساعدة الطبيّة بعد إطلاق النارِ عليها. في تشرين الثاني (نوفمبر) 2022، فتحت وزارة العدل الأمريكية تحقيقاً منفصلاً في جريمة القتل، في خطوةٍ أدانتها إسرائيل ورفضت التعاون معها. ومنذ ذلك الحين، تُطالب ابنة أخيها لينا أبو عاقلة بإدانة ومحاسبة القوات الإسرائيليّة المسؤولة عن مقتل شيرين.
أثارت طريقة وفاة شيرين أبو عاقلة والتعطيل العنيف الذي شهدته جنازتها إدانة دوليّة واسعة النطاق لإسرائيل. خلال موكب الجنازة، هاجمت الشرطة الإسرائيلية حاملي النعش في مستشفى مار يوسف في القدس الشرقية بالهراوات والقنابل الصوتية. كما اقتحم ضباط الشرطة الإسرائيلية المستشفى نفسه، واعتدوا على المرضى وألقوا قنابل الصوت، ما أدى إلى إصابة الطواقم الطبية في المبنى بجروحٍ وحروق. أصدرت المنشأة بياناً من الكنائس المسيحية في الأراضي المقدّسة، جاء فيه أن تصرفات الشرطة الإسرائيلية تُشكّل "غزوًا واستخدامًا غير مُتناسب للقوة "وانتهاكًا لحق الفلسطينيين في الحريّةِ الدينيّة". وحضر جنازة شيرين عشرات الآلاف من المواطنين يحملون العلم الفلسطيني ويهتفون للقومية الفلسطينية؛ ويعتقد أن جنازة شيرين هي أكبر جنازة شهدتها القدس لشخصية فلسطينية منذ أكثر من عشرين عامًا. في 26 أكتوبر 2023، هدم الجيش الإسرائيلي نُصبًا تِذكارية نُصب في الموقع الذي قُتلت فيه شيرين.

## حياتها
ولدت شيرين نصري أنطون أبو عاقلة في 3 نيسان/أبريل 1971 في القدس لأسرةٍ مسيحيّة تعود جذورها إلى مدينة بيت لحم. تخرّجت من مدرسة راهبات الوردية في بيت حنينا في القدس. درست في البداية الهندسة المعمارية في جامعة العلوم والتكنولوجيا في الأردن، ثُم انتقلت إلى تخصص الصحافة والإعلام - فرع العلوم السياسيّة، وحصلت على درجة البكالوريوس من جامعة اليرموك في الأردن عام 1991.
عادت بعد التخرج إلى فلسطين وعملت في عِدة مواقع مثل: وكالة الأونروا، وإذاعة صوت فلسطين، وقناة عَمّان الفضائيّة، ثم مؤسسة مفتاح وإذاعة مونت كارلو. أخيرًا حصلت على شهادة الدبلوم في الإعلام الرقميّ من جامعة بيرزيت في فلسطين.
عام 1997، انتقلت أبو عاقلة للعمل مع قناة الجزيرة الفضائية، حيث عملت على تغطية أحداث الصراع الفلسطيني الإسرائيلي في مختلف المناطق المحتلة، إلا أن قُتلت برصاص جيش الاحتلال الإسرائيلي في 11 مايو 2022. غطّت شيرين أحداث الانتفاضة الفلسطينية الثانية عام 2000، والاجتياح الإسرائيلي لمخيم جنين وطولكرم عام 2002، والغارات والعمليّات العسكريّة الإسرائيليّة المُختلفة التي تعرّض لها قطاع غزة. وكانت أول صحفيّة عربيّة يُسمح لها بالدخول إلى سجن عسقلان في عام 2005، حيثُ أجرت مُقابلات مع الأسرى الفلسطينيين الذين صدرت بحقهم أحكام طويلة بالسجن.

## العمل
عمِلت أبو عاقلة في بداية مشوارها العملي في إذاعة مونت كارلو الدولية وإذاعة صوت فلسطين. وعملت أيضًا في وكالة الأمم المتحدة لإغاثة وتشغيل اللاجئين الفلسطينيين في الشرق الأدنى (الأونروا)، وقناة عمّان الفضائية، وفي مبادرة مفتاح (المبادرة الفلسطينية لتعزيز الحوار العالمي والديمقراطية). وبدأ عملها كصحفيّة في قناة الجزيرة سنة 1997، وبذلك كانت من الرعيل الأول لمراسليها الميدانيين. وأصبحت أبو عاقلة مراسلة مشهورة على قناة الجزيرة الناطقة بالعربيّة. عاشت وعمِلت في القدس الشرقية، حيثُ قدمت تقارير صحفيّة عن الأحداث الكُبرى في فلسطين ومنها الانتفاضة الثانية، بالإضافة إلى تغطية الأحداث السياسيّة الإسرائيلية. وكانت تُسلط الضوء على ضحايا الفلسطينيين الذين قَتلتهم القواتُ الإسرائيليّة وجنازاتهم.
| فِي اللَّحَظاتِ الصَّعْبَةِ تَغَلَّبَتْ عَلَى الخَوْفِ. فَقَدْ اخْتَرُتْ الصِّحافَةُ لِأَكُونَ قَريبَةً مِنْ الإِنْسانِ، لَيْسَ مِنْ السَّهْلِ أَنْ أَغْيَرَ الواقِعُ لَكِنَّنِي عَلَى الأَقَلِّ كُنْتَ قادِرَةً عَلَى إِيصَالِ ذَلِكَ الصَّوْتِ إِلَى العالَمِ. |
| —شيرين أبو عاقلة، خلال برنامج على قناة الجزيرة |

أعربت شيرين عِدة مراتٍ عن قلقها من محاولات الجيش الإسرائيلي والمستوطنين مضايقتها، وجاء ذلك بعد تغطيتها لأحداث معركة جنين سنة 2002، والعمليات العسكريّة المُختلفة في قطاع غزة، ومقابلاتها مع سُجناءَ فلسطينيين قضوا فتراتٍ طويلة في سجن شكمة سنة 2005، واعتُبرت آنذاك أول صحفيةٍ عربيّة يُسمح لها بدخول السِّجن. وخلال إحدى المقابلات على قناة الجزيرة ذكرت أن السُلطات الإسرائيليّة اتهمتها مِرارًا وتكرارًا بتصّوير مَناطق أمنيّةٍ حَساسة.
استمرت أبو عاقلة في عمِلها بقناة الجزيرة حتى مَقتلها سنة 2022. وقد كانت أول صحفيّة من قناة الجزيرة تَظهر مباشرةً من القاهرة بعد تحسن العلاقات السياسية بين مصّر وقطر والسماح لشبكة الجزيرة بالعودة إلى مصّر في يوليو 2021. وخلال الفترة التي صادفت مقتلها، كانت تَدرس اللغة العبرية، بهدف فهم أفضل للروايات الإسرائيلية في وسائل الإعلام الإسرائيليّة. كما وحصلت قبل مقتلها على دبلوم في الإعلام الرقميّ.
ألهمت مهنة أبو عاقلة العديد من الفلسطينيين والعرب ليصبحوا صحفيين. وكانت تقاريرها التلفزيونية المباشرة وتوقيعاتها -ذِكرها لاسمها واسم القناة التابعة لها في نهايةِ التقارير التلفزيونيّة- المميزة معروفة بشكل خاص. وقد وصفتها صحيفة نيويورك تايمز والإذاعة الوطنية العامة بعد وفاتها بأنها "اسم مألوف" بين الفلسطينيين. ووصفتها صحيفة تايمز إسرائيل بأنها "صحفية مخضرمة... من أبرز الشخصيات الإعلامية العربية". كما وصفتها هيئة الإذاعة البريطانية (BBC) بأنها معروفةٌ على نِطاقٍ واسع وتحظى بإعجاب المُشاهدين والزملاء على حدٍ سواء.
أخيرًا أطلقت الأمم المتحدة اسم "شيرين أبو عاقلة" على برنامجها التدريبي السنويّ لتدريب المذيعين والصحفيين الفلسطينيين وذلك في 31 مايو 2022، اعتزازًا بإرثها الصحفي. وقال عنها المُتحدث باسم الأمم المتحدة، ستيفان دوجاريك "إن مسيرةَ شيرين أبو عاقلة الصحفية كانت مُتميزة على مدى رُبعِ قرن، وكانت رائدةً بالنسبة للنساء العربيات وقدوةً للصحفيين في الشرق الأوسط، وحول العالم".

## اغتيالها

لقطة شاشة لمقطع نشرته شبكة الجزيرة، يظهر مكان استهداف شيرين أبو عاقلة بعد لحظات من إصابتها، وتبدو شيرين ممددة على الأرض على وجهها من غير حراك.

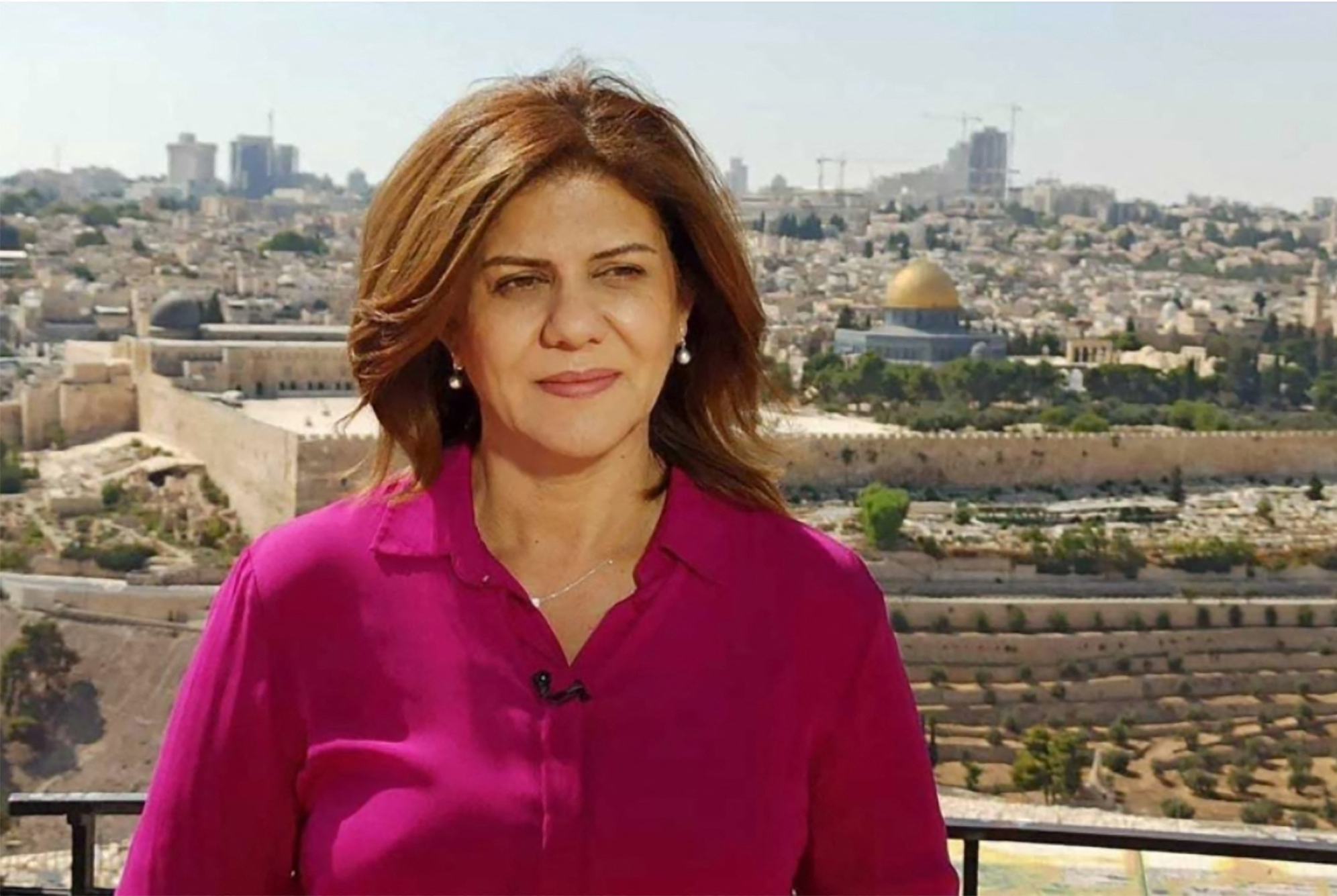
شيرين أبو عاقلة تظهر خلفها قبة الصخرة.

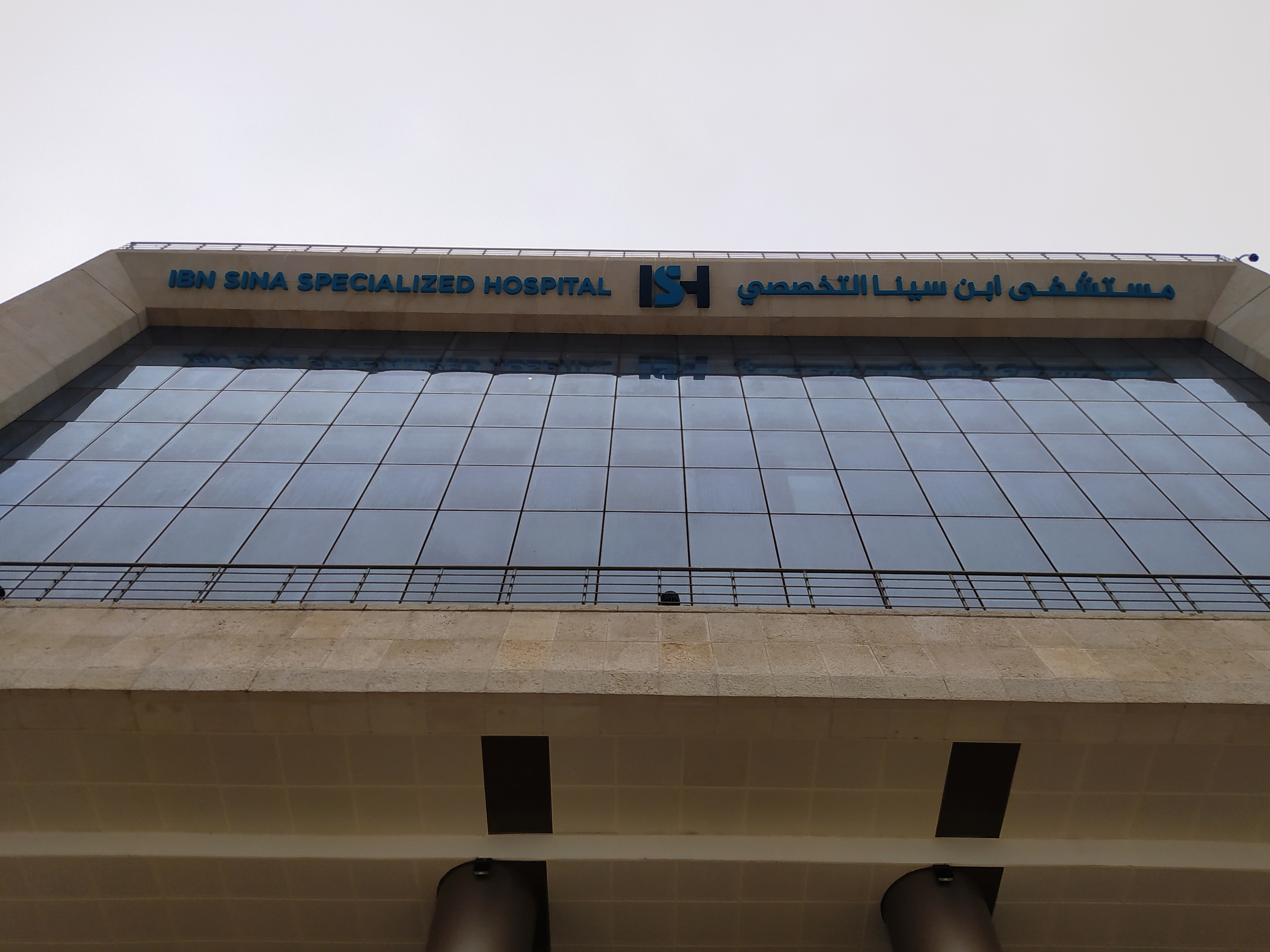
مبنى مستشفى ابن سينا التخصصي في جنين

أعلنت وزارة الصّحة الفلسطينية وفاة شيرين أبو عاقلة في 11 مايو 2022. وخِلال تَغطِيتها لاقتِحام الجيش الإسرائيلي لمخيم جنين، أطلق الجيش الإسرائيليّ النار باتجاه شيرين وقتلها، وذلك بحسبِ شهود عيان وزملائها في قناة الجزيرة. واتهمت قناةُ الجزيرة إسرائيل باستهدافها عمدًا. وكانت أبو عاقلة حاضرة أثناء الاقتحام الذي قال الجيش الإسرائيلي إنه يَهدف إلى القبض على "مشتبه بهم بالإرهاب". وأعلنت الجزيرة أن أبو عاقلة أُصيبت برصاصة دقيقة في الرأس بفِعل الجيش الإسرائيلي، ونُقلت بَعدها إلى قِسم الطوارئ في مستشفى ابن سينا التخصصي، والذي أُعلن فيه وفاتها، عن عُمرٍ ناهز 51 عامًا. وخلال نفس الحادثة أُصيب الصحفيّ علي سمودي أيضًا برصاصةٍ في الظهر دون أن تقتله، والذي يَعمل في جريدة القدس. كما أُصيب فِلسطينيان آخران في نفس الحادثة، وكانت حالتهم الصحيّة متوسطة. وذكرت صحيفة التايمز اللندنية أن أبو عقلة أُصيبت برصاصة قناص. وقالت الصحفيّة الفلسطينية شذى حنايشة، إنها وصحفيًا رابعًا، إلى جانب أبو عقلة وعلي سمودي، حوصروا من قبل القناصة الإسرائيليين، الذين لم يتوقفوا عن إطلاق النار حتى بعد سقوط أبو عقلة، ومنعوا حنايشة من سَحبِ الضحيّة إلى مكانٍ آمن. وتقول حنايشة "أن من غير المنطقيّ إصابةُ "علي" ثم "شيرين" ثم إطلاق عدد كبير من الرصاص على الشجرة والحائط المجاور لنا دون قصد".

### التشريح
أُرسِلت جُثة شيرين أبو عاقلة إلى جامعة النجاح الوطنية لإخضاعها للتشريح الأوليّ، وقد أَعلنَ مدير دائرة الطب العدلي في جامعة النجاح الوطنية ريان العلي الانتهاء من المرحلة الأولى من تشريح الجثمان، وأكدت نتائج التشريح الأوليّة أن الرصاصة كانت قاتلة بشكلٍ مُباشر، وأن الإصابة أدت إلى تَهتُك كامل مادة الدماغ وعظام الجمجمة، وهذا يَدل على أن السلاح خارق للدروع وسريع جدًا، أي أن السلاح متطور وطويل. وأكد تشريح الجثة أن أبو عاقلة قُتلت برصاصةٍ خارقةٍ للدروع أصابتها في مؤخرةِ رأسّها رغم ارتدائها الخوذة الواقية، وخرجت من جبهتها، وخرجت من خوذتها أخيرًا، مما تَسبب في كسورٍ في الجمجمة وتلفٍ في الدماغ. وقد تحفظت السُلطات الفلسطينية على مقذوف مشوه من الرصاصة التي أصابتها، كانت قد وجدت داخل دماغها، وذلك بهدف إجراء المزيد من الفحوصات عليه. وقد ذكر الدكتور ريان العلي أنهم لم يتمكنوا من تقدير المسافة التي أطلقت منها الرصاصة بشكلٍ دقيق، لكنه متأكدٌ بأنها أبعد من متر.

### الجنازة والدفن

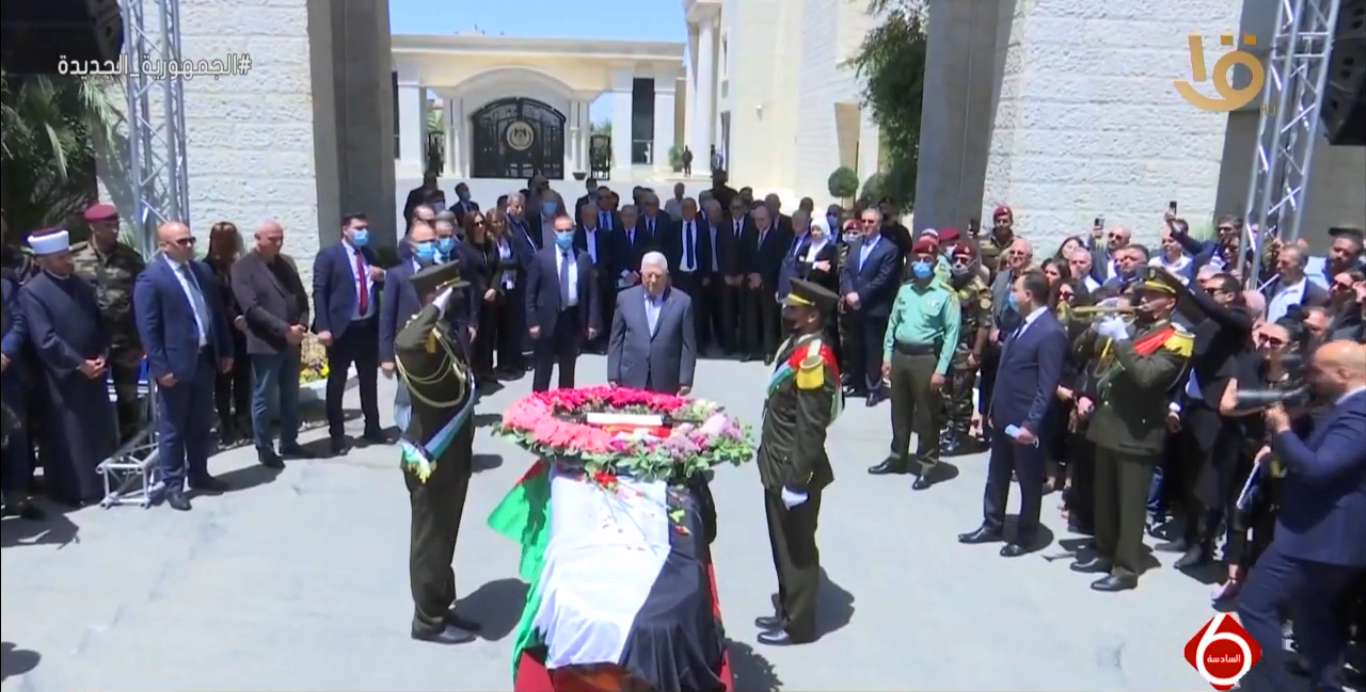
تشييع رسمي للصحفية شيرين أبو عقلة في رام الله

بُعيد ساعات من اغتيالها، اقتحمت شرطة الاحتلال منزل الصحفيّة الفلسطينيّة الشهيدة شيرين أبو عاقلة في القدس ثمَّ قامت بفضِّ التجمّع في محيطه واعتدت بالضربِ على المتضامنين. كما وصودرت الأعلام الفلسطينية المرفوعة هناك، ومُنع تشغيل الأغاني الوطنيّة.

مهاجمة القوات الإسرائيلية لحاملي نعش أبو عاقلة أمام المستشفى الفرنسي في القدس.

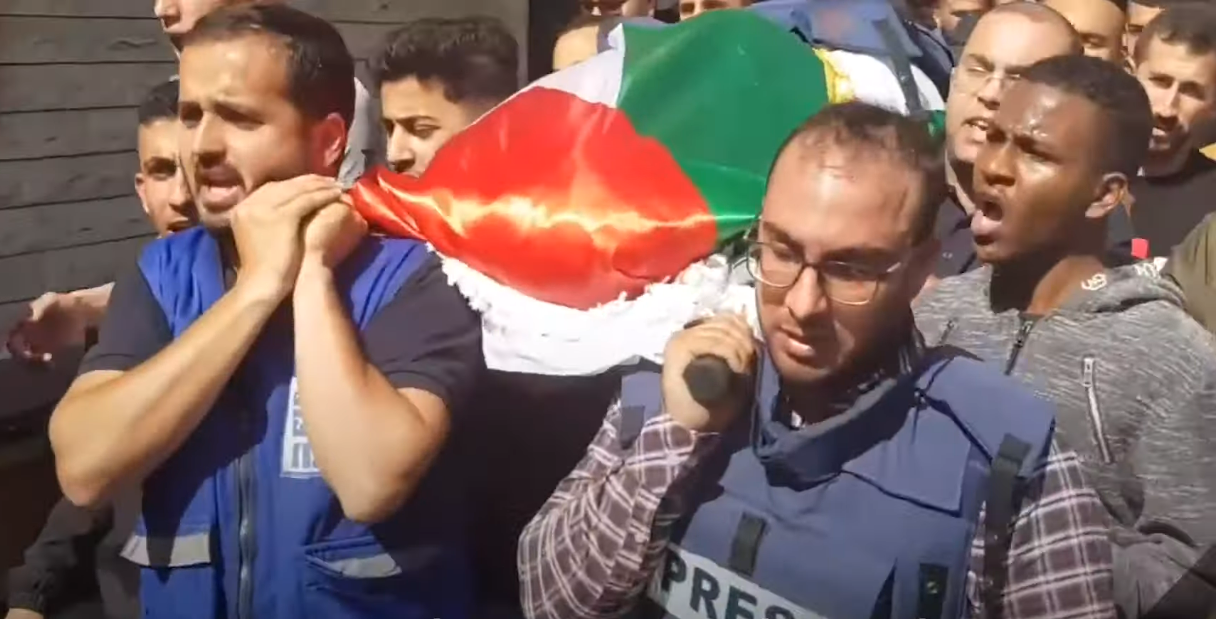
المشيعون يحملون جثمان الشهيدة شيرين أبو عاقلة ملفوفًا بالعلم الفلسطيني وسترة الصحافة زرقاء

وفي يوم وفاتها جال جثمانها بعض شوارع مدينة جنين، قبل نقله إلى مركز الطبّ العدلي في مستشفى جامعة النجاح الجامعي في نابلس. لاحقًا نُقل جثمان أبو عاقلة إلى مدينة رام الله، ليُلقي عليها العشرات من زملائها الصحفيين نظرة الوداع في مكتب قناة الجزيرة. ثم رفع جثمانها على الأكتاف في شوارع رام الله، وردَّدَ خِلالها المشيعون هُتافاتٍ غاضبة. ثم نُقل الجثمان إلى المستشفى الاستشاري في مدينة رام الله. في اليوم التالي 12 مايو نُقل جثمانها الملفوف بالعلم الفلسطيني إلى مقر القيادة الفلسطينية في مدينة البيرة لتشييعها بمراسم رسميّة بحضور الرئيس الفلسطيني محمود عباس وعدد من المسؤولين الفلسطينيين ودُبلوماسيين أجانب وحشدٌ من الفلسطينيين. وقد وصل الجثمان في موكب من السيارات إلى المقر، فيما عَزفت فرقةٌ عسكريّة الموسيقى، واصطفت حشود المعزّين في الشوارع. وقال الرئيس عباس خلال حفل التأبين: "رفضنا التحقيق المُشترك مع سُلطات الاحتلال الإسرائيلي لأنها ارتكبت الجريمة ولأننا لا نثق بها، وسنتوجه فورًا إلى محكمة الجنايات الدوليّة لتعقب المجرمين". وقال طوني، شقيق شيرين، أنه تحدّث مع الشرطة الإسرائيلية قبل الجنازة، وأن الشرطة تُريد مَعرفة مَسار الموكب وترتيبات الجنازة، ولا تريد أن يرفع المشيّعون أعلامًا أو شعارات أو هُتافات فلسطينيّة خِلال الموكب.
لاحقًا نُقل جثمان أبو عاقلة من جنين مروراً بـ نابلس ورام الله إلى موقع التشييع في القدس. شهد موكب الجنازة حضور آلاف المشيعين حَملَ العديد مِنهم الأعلام الفلسطينيّة. وقد بدأ الموكب من مستشفى مار يوسف في القدس الشرقية. ومع بدء الجنازة، أصر المُشيعون على حمل الجُثمان على أكتافهم،
 ويعد ذلك أمرًا شائعًا في الجِنازات الفلسطينيّة. ومع إصرار الشُرطة الإسرائيلية اقتحمت الشرطة الإسرائيلية البوابات وهاجمت المشيعين بالهراوات والقنابل الصوتيّة، وضربوا وركلوا بشكلٍ مُتكرر حاملي النعش الذين كانون يَستندون إلى الحائط، ما أدى إلى سقوط النعش على الأرض تقريبًا. وقالت الشرطة الإسرائيلية إنها تصرّفت على أساس أن الحشد "أخلّ بالنظام العام" وزعمت أن "300 شخص من مُثيري الشغب حاولوا الاستيلاء على النعش"، لكن شقيق شيرين طعن في صِّحة هذا الادعاء. وحاولت الشرطة الإسرائيلية منع المُشيعين من رفع علم فلسطين علنًا، لكن المُشيعين لوحوا بالعلم هاتفين "فلسطين! فلسطين!" وقالت الشرطة (دون تقديم أدلة) أن الحجارة أُلقيت على ضباطها، وأظهر مقطع فيديو ضابط شرطة وهو يقول للحشد: "إذا لم توقفوا هذه الهُتافات والأغاني القوميّة، فسنضطَّر إلى تفريقكم باستخدام القوة ولن نسمح بإقامة الجنازة." وقالت صحيفة لوموند الفرنسية إن جنازة صَّحفيةُ الجزيرة شيرين أبو عاقلة تخللتها أعمال عُنفٍ قامت بها الشرطة الإسرائيليّة، في مُحاولةٍ يائسة لِمَنع الفلسطينيين من مُرافقة موكب الجنازة عبر حي الشيخ جراح وهم يَحملون الأعلام الفلسطينية في موكبٍ مَهيب يُذكر بأن القدس هي عاصمة الدولة الفلسطينية.
يُظهر مقطع فيديو نشره الزعماء المسيحيون في القدس الشرقية خلال مؤتمر صحفي عقد في 15 مايو\أيار أن العنف الذي تمارسه الشرطة الإسرائيلية بدأ حتى قبل بدء الموكب. في اللقطات الملتقطة من الكاميرات الأمنية المثبتة في مستشفى القديس يوسف، وفيه يَظهر العشرات من عناصر الشرطة الإسرائيليّة وهم يَقتحمون مبنى المستشفى في حين لم يكن النعش قد أُخرجَ بعد، وهم يضربون المرضى ويدفعونهم ويدوسونهم.</ref> كما ألقى عناصر الشرطة قنابل الصوت، ما أدى إلى إصابة الطواقم الطبية بحروق، وأطلقوا أعيرة نارية مجهولة المصدر في الجزء الخارجي من المجمع.
بعد أحداث المستشفى، حمل التابوت في عربة الموتى ونقل إلى كنيسة البشارة للروم الكاثوليك لإتمام مراسم الجنازة، ومن الكنيسة نُقل سيراً على الأقدام إلى مقبرة كنيسة الروم الأرثوذكس في جبل صهيون حيث دُفنت إلى جوار والديها.
أصدر الاتحاد الأوروبي بياناً قال فيه إنه "شعر بالفزع من أعمال العنف في مجمع مستشفى القديس جوزيف ومستوى القوة غير الضرورية التي مارستها الشرطة الإسرائيلية ضد موكب الجنازة".< في 16 مايو\أيار، استشهد مستشفى القديس يوسف ببيانٍ أصدرته منظمة تمثّل 15 طائفة مسيحية، وهي مجموعة الكنائس المسيحية في الأرض المقدسة، جاء فيه أن "تصرفات الشرطة شكلت "اجتياحاً واستخداماً غير متناسب للقوة ... (و) انتهاك صارخ للمعايير واللوائح الدولية، بما في ذلك الحق الأساسي في حرية الأديان". وقال مدير المستشفى جميل كوسا: "بات من الواضح الآن أن هدف عنف الشرطة كان التابوت نفسه"، وأن نية الشرطة الإسرائيلية كانت ترويع الناس في المبنى. وقال كوسا إن إدارة المستشفى قررت مقاضاة الشرطة الإسرائيلية لاقتحام قواتها مباني المستشفى أثناء تشييع جثمان شيرين أبو عاقلة. وفي مقابلة مع شبكة سي إن إن، وصف شقيق أبو عاقلة عمل الشرطة بأنه "متعمد ووحشي"، وقال إنه كان بإمكانهم بدلاً من ذلك إغلاق الطريق لوقف الموكب. كما نفى رواية الشرطة الإسرائيلية التي زعمت بأن الشرطة كان لديها اتفاق مسبق مع عائلة أبو عاقلة. وروت ابنة أخت شيرين أن ضابطاً إسرائيلياً هدّدها بالضرب أثناء هياج الشرطة.
وقالت إسرائيل إنها ستجري "تحقيقاً شاملاً لما حدث خلال الجنازة لاستخلاص العبر من الحدث"، وستقدّم النتائج في الوقت المناسب. بعد أيام قليلة من الجنازة، ألقي القبض على أحد حاملي النعش الفلسطينيين الذين ضربتهم الشرطة الإسرائيلية ووضعوه في سجن انفرادي؛ وقالت الشرطة إن الاعتقال لا علاقة له بالجنازة، لكنها رفضت تقديم مبرر لهذا الإجراء. لكن وفقا لمحامي الشاب المعتقل، فإن الاستجوابات كانت بالفعل تتعلق بجنازة أبو عاقلة.
| طَبْعًا أَخَاف، لَكِنْ بِلَحْظَةٍ مُعَيَّنَة أَنْسَى هَذَا الخَوْف، وَرَغْمَ ذَلِكَ لَا نَرْمِي أَنْفُسنَا بِالمَوْت. نَحْنُ نَذْهَبُ لِلْعَمَل، وَنَبَّحث عَنْ مَكَانٍ آمِن، وَأَفْكر كَيْفَ أَحْمَي طَاقَمي قَبْلَ أَنْ أهْتَمّ بِكَيْفِيَّة ظُهُوري على الشَّاشة وَمَا سَأَقُولُه. |
| —شيرين أبو عاقلة، خلال مُقابلة في منزلها على فضائية النجاح. |

وقالت وزارة الصحة الإسرائيلية إنها ستراجع أعمال العنف خلال الجنازة. حتى 24 مايو/أيار، قال مدير كنيسة القديس يوسف، جميل كوسا، إن أحداً من الوزارة أو الشرطة لم يتصل به. في 16 يونيو، أعلنت الشرطة الإسرائيلية انتهاء التحقيق الداخلي في سلوك الشرطة أثناء تشييع جنازة أبو عاقلة وأن النتائج سُلّمت إلى مفوض الشرطة يعقوب شبتاي ووزير الأمن العام عومر بارليف. ورغم عدم نشر النتائج للعامة، إلا أن شبتاي أصدر بياناً مماثلاً قال فيه إن "موكب تشييع الصحافية شيرين أبو عاقلة كان حدثاً معقداً. ومن المستحيل أن نبقى غير مباليين بالمشاهد الصعبة"، مدعياً أن الحادثة بحاجة إلى معالجة صحيحة. تمت مراجعتها "حتى لا يتم التأثير على مثل هذه الأحداث الحساسة بعنف من قبل مثيري الشغب" وأنه "بتوجيهاتي، قامت الشرطة بمراجعة سلوك القوات على الأرض، بهدف استخلاص الدروس وتحسين السلوك العملياتي في حوادث مماثلة في المستقبل." قالت صحيفتا هاآرتس وجيروزاليم بوست إن التحقيق خلص إلى حدوث سوء سلوك من قبل الشرطة، ولكن تقرر مسبقًا أنه لن يكون هناك أي إجراء تأديبي.

## ردود الأفعال
أثار مقتل شيرين أبو عاقلة ردودَ فعلٍ غاضبةً واسعةُ النِطاق. ووصفت شبكة الجزيرة الإعلاميّة حادثة قتل أبو عاقلة بأنها "جريمةٌ مروعة تُعد خرقًا للقوانين والأعراف الدوليّة" وأضافت بأنها "قُتلت بدمٍ بارد". وصرح المدير الإداريّ للشبكة جايلز تريندل أن الشبكة "شعرت بالصدمة والحزن" لوفاتها ودعى إلى إجراءِ تحقيقٍ شفاف.
من ناحيةٍ أُخرى، حَمَّلَ الرئيسُ الفلسطينيّ محمود عباس السُلطاتَ الإسرائيليّةَ المسؤوليةَ كاملةً. وقال وزيرُ الشؤون المدنيّة والأمينُ العام للجنةِ التنفيذيّة لمُنظمةِ التحرير الفلسطينيّة حسين الشيخ: "إن الاحتلال بإعدام الصحفيّة شيرين أبو عاقلة، يرتكب مرة أخرى جريمة إسكات الكلمة وقتل الحقيقة". وقد وصف سفير فلسطين في المملكة المتحدة حسام زملط شيرين أبوعاقلة بأنها "صحفيّةٌ محبوبة" وأضاف بأنها صديقة مقربة له.
ودعى السفير الأمريكي في إسرائيل توماس نايدز إلى إجراء تحقيقٍ شامل وشفاف في ظُروفِ مَقتل شيرين وإصابة زميلها في جنين. وأدان المُتحدث باسم وزارة الخارجيّة الأمريكية نيد برايس والسفيرة الأمريكية لدى الأمم المتحدة ليندا غرينفيلد جريمة قتل أبو عاقلة بشدة. ووصف نيد برايس الحادثة بأنها "إهانةٌ لحرية الإعلام في كل مكان"، وقال إن الجُّناة "يَجب أن يُحاسبوا"، بينما دعت غرينفيلد إلى "تحقيقٍ شامل".
وقالت المقررة الخاصّة للأمم المتحدة المعنيّة بحالة حقوق الإنسان في الأرض الفلسطينية المحتلة فرانشيسكا ألبانيز "إن جريمة قتل أبو عاقلة تُعد انتهاكًا خطيرًا للقانون الإنساني الدوليّ، ومن المُحتمل أن تكون جريمة حرب بموجب نظام روما الأساسي للمحكمة الجنائيّة الدوليّة"، وأعاد ثلاثة خبراء في حقوق الإنسان يتبعون للأمم المتّحدة التأكيد على هذه النقطة في 13 مايو 2022 بالإضافة إلى ألبانيز، وأعقب ذلك في وقت لاحق قرار نادر من مجلس الأمن التابع للأمم المتحدة بالإجماع يدين القتل ويطالب "بإجراء تحقيق فوري وشامل وشفاف ونزيه في مقتلها". وقالت الدكتورة سيما بحوث، المديرة التنفيذية لهيئة الأمم المتحدة للمرأة في بيان: "إن مقتل الصحفية شيرين أبو عاقلة هو تذكير صارخ بأشكال العنف المختلفة التي تتعرض لها النساء والفتيات اللواتي يعشن في مناطق النزاعات."
وقد عبرت لجنة حماية الصحفيين في ذكرى وفاة أبو عاقلة عن وجود "نمط قتل فتاك" للحكومة الإسرائيلية في عمليات قتل 20 صحفيّاً بين عاميّ (2000-2022)، بينهم صحفي بريطاني وآخر إيطالي، استهدفهم جنود الجيش الإسرائيلي دون محاسبة المسؤولين عن عمليات القتل. ووفقًا لمنظمة مراسلون بلا حدود (RSF) أصيب 144 صحفيًا فلسطينيًا على يد القوات الإسرائيلية في قطاع غزة والضفة الغربية والقدس الشرقية منذ عام 2018. لاحقًا قدم الاتحاد الدولي للصحفيين في أبريل 2022 شكوى إلى المحكمة الجنائيّة الدوليّة يتهم فيها القوات الإسرائيلية بالاستهداف المُمنهج للصحفيين. وتتضمن الشكوى تفاصيل أربع حالاتٍ يُعتقد بأنها مستهدفة: أحمد أبو حسين، ياسر مرتجى، معاذ العمارنة، نضال اشتية. ووصف مدير منظمة مراسلون بلا حدود كريستوف ديلوار مقتلها بأنه انتهاك لاتفاقيات جنيف وقرار مجلس الأمن التابع للأمم المتحدة رقم 2222 بشأن حماية الصحفيين. وذكر أن مراسلون بلا حدود "تشعر بخيبة أمل" إزاء اقتراح رئيس الوزراء الإسرائيلي يائير لابيد بضرورة مشاركة إسرائيل في تحقيق مشترك في وفاة أبو عاقلة، قائلاً إنه "يجب فتح تحقيق دوليّ مستقل" بدلاً من ذلك. ودعت لجنة حماية الصحفيين إلى إجراء "تحقيق سريع وفوري وشفاف" في جريمة القتل، في حين أدان الاتحاد الدولي للصحفيين القتل "على يد القوات الإسرائيلية" ودعى إلى "تحقيقٍ فوريّ". ووصفتها منظمة العفو الدولية بأنها "تذكير دموي بالنظام القاتل الذي تحبس فيه إسرائيل الفلسطينيين" ودعت إلى وضع حد "للقتل غير القانوني" للفلسطينيين على يد القوات الإسرائيلية. ووصفت نقابة الصحفيين الفلسطينيين عملية القتل بأنها "اغتيال واضح من قبل جيش الاحتلال الإسرائيلي".
وأدان نائب رئيس وزراء قطر محمد بن عبد الرحمن آل ثاني ما أسماه "الجرائم المروعة التي يرتكبها الاحتلال ضد الشعب الفلسطيني الأعزل". وغردت نائبة وزير الخارجية لولوة الخاطر قائلة: "يجب أن يتوقف الإرهاب الإسرائيلي الذي ترعاه الدولة، والدعم غير المشروط لإسرائيل يجب أن ينتهي". وأصدرت وزارة الخارجية الكويتية بياناً أدانت فيه ما وصفته بمقتل أبوعقلة على يد القوات الإسرائيلية؛ وقد أدلت وزارات خارجية دول مختلفة بتصريحات مماثلة في مصر وأفغانستان وباكستان وجيبوتي والصين وإيران وجنوب أفريقيا.

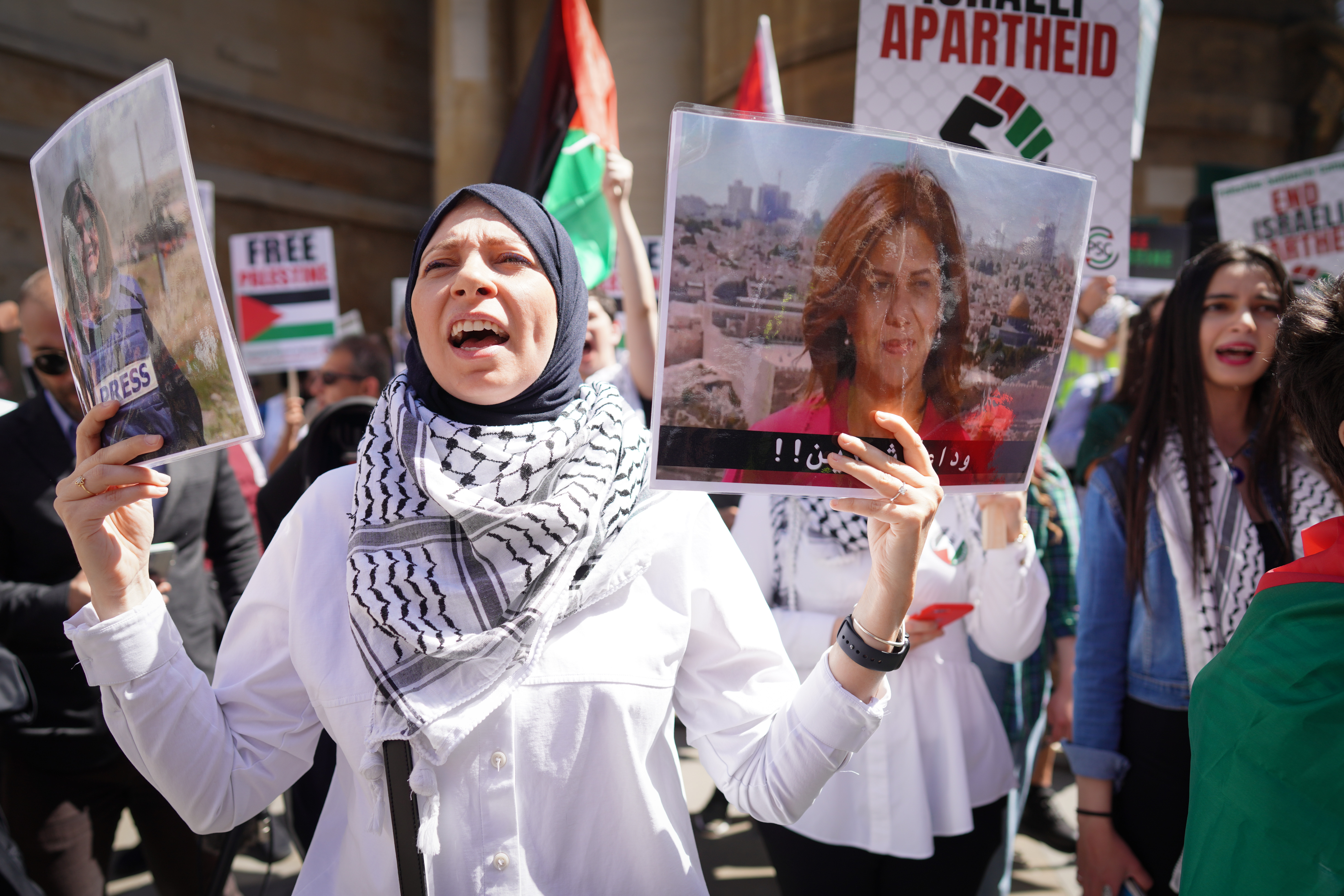
مُتظاهرة في لندن ترفع صور شيرين أبو عاقلة في 14 مايو.

وصلت الاحتجاجات على مقتل أبو عاقلة إلى العديد من المُّدن حول العالم خلال إحياء ذكرى النكبة، وقد وصلت هذه الاحتجاجات إلى العاصمة البريطانية لندن ومدينة نيويورك والعاصمة الأمريكية واشنطن، وغيرهم الكثير من المدن. كما أدانتها منظمة فنانون من أجل فلسطين في المملكة المتحدة في رسالة مفتوحة صدرت في 19 مايو 2022، ووقعها أكثر من 100 فنان من بينهم بيدرو ألمودوبار وأنجيلا ديفيس، وسوزان سارندون، وأرونداتي روي، ومارك رافالو. ونددت الرسالة التي وصفت إسرائيل بأنها دولة فصل عنصري "بقتل قوات الاحتلال الإسرائيلي للصحفية الفلسطينية المحترمة شيرين أبو عقلة" إلى جانب "الهجوم الذي شنته القوات الإسرائيلية المدججة بالسلاح على المشيعين الفلسطينيين".
بدعوة من جمهورية أيرلندا عُقد اجتماع صيغة آريا الخاص بمجلس الأمن التابع للأمم المتحدة في 24 مايو لمعالجة قضية حماية الصحفيين. وقالت مندوبة أيرلندا الدائمة لدى الأمم المتحدة جيرالدين بيرن ناسون خلال الاجتماع، إن وزير خارجية بلدها طالب بإجراء تحقيق مستقل في مقتل الصحفية التي كانت ترتدي سترة وخوذة الصحافة الزرقاوتين أثناء تأدية واجبها الصحفي، "ونكرر هذه الدعوة اليوم". وأثار مقتل أبو عقلة العديد من المتحدثين، حيثُ قال عبد الرحيم فقراء، رئيس مكتب شبكة الجزيرة في الأمريكتين، أمام الاجتماع إن أبو عقلة "قتلت برصاصة إسرائيلية بدم بارد"، وقال إن "الشبكة لديها الأدلة والشهود، لدعم هذا الموقف".
ووجه 24 عضوًا ديمقراطيًا في مجلس الشيوخ رسالة لإدارة الرئيس بايدن تضغط فيها من أجل إجراء تحقيق في هذه الجريمة. في المُقابل مارست لجنة الشؤون العامة الأمريكية الإسرائيلية (آيباك) ضغوطًا ضد هذه الرسالة. وقبل ذلك طلب عضوا مجلس الشيوخ ميت رومني وجون أوسوف من الحزبين إجراء تحقيق كامل وشفاف. وجاء ذلك في أعقاب رسالة سابقة في مايو 2022 وقعها 57 عضوًا ديمقراطيًا في مجلس النواب يطالبون فيها بإجراء تحقيق مستقل في جريمة القتل.
وقد التقت عائلة أبو عاقلة مع وزير الخارجيّة الأمريكي أنتوني بلينكن في 26 يوليو 2022 في واشنطن. وبعد اللقاء قالت ابنة أختها لينا أبو عاقلة "إن وزير الخارجية أنتوني بلينكن والمسؤولين الأمريكيين رفضوا في اجتماعات معها تقديم أي معلومات أكثر مما كانوا قد أعلنوا بالفعل عن كيفية توصل الأمريكيين إلى نتائج القتل التي كشف عنها في وقت سابق"، وقد غردت على منصة تويتر "ما زلنا ننتظر لنرى ما إذا كانت هذه الإدارة ستستجيب بشكل هادف لدعواتنا من أجل #العدالة_من_أجل_شيرين".
وتضغط الولايات المتحدة منذ أغسطس 2022 على إسرائيل لمراجعة قواعد الاشتباك للجيش الإسرائيلي. وفي 6 سبتمبر، قال نائب المتحدث باسم وزارة الخارجية فيدانت باتيل: "سنواصل الضغط على إسرائيل بشكل مباشر وعن كثب على أعلى المستويات لمراجعة سياساتها وممارساتها بشأن هذا الأمر لضمان عدم حدوث شيء مثل هذا مرة أخرى في المستقبل". بالرغم من ذلك قال رئيس الوزراء الإسرائيلي المناوب نفتالي بينيت في 7 سبتمبر 2022: "لن يملي أحد علينا تعليمات إطلاق النار.. لن أسمح بمحاكمة جندي في الجيش الإسرائيلي دافع عن حياته في مواجهة إطلاق نار من إرهابيين من أجل أن أحظى بتصفيق من العالم".

## التحقيق في مقتلها

### التحقيقات الأولية الإسرائيلية

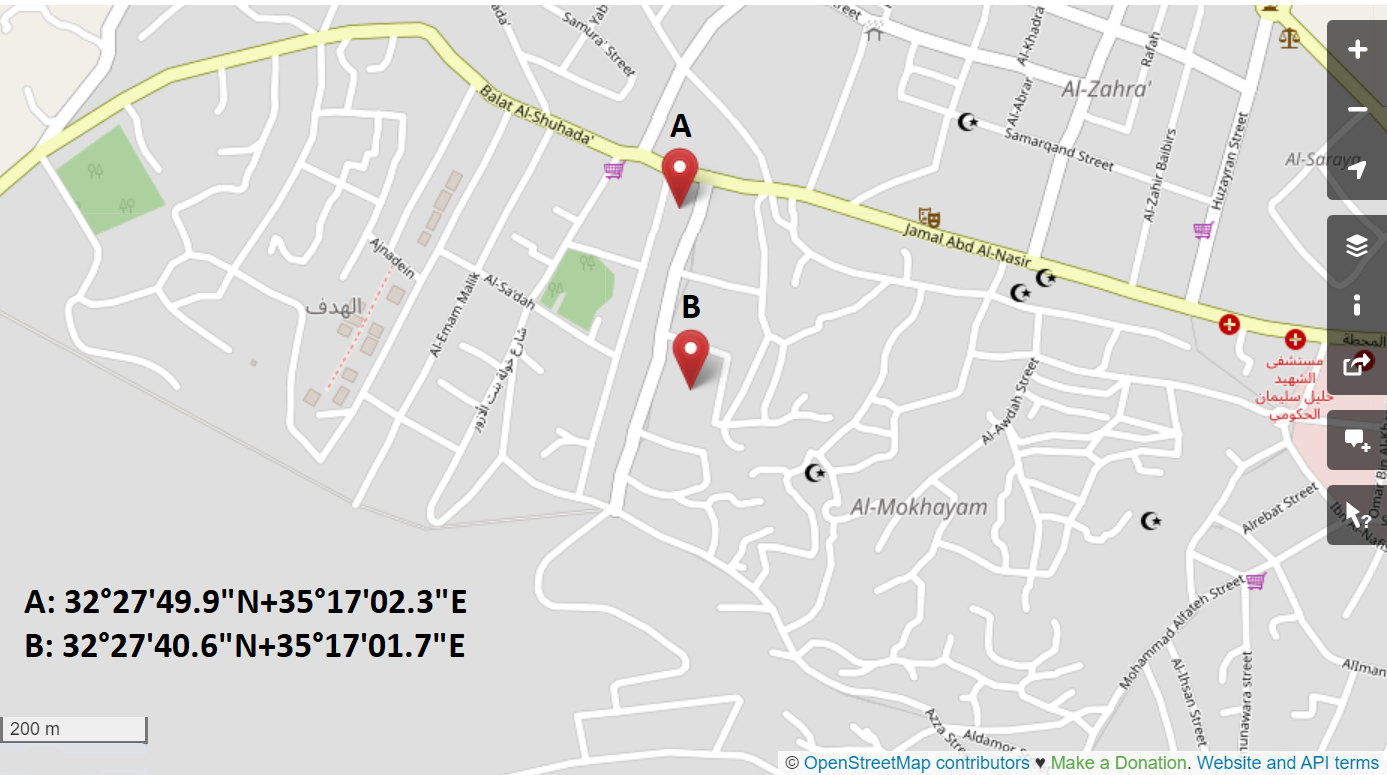
خريطة نشرتها منظمة بتسيلم تبين الموقع الذي تقول أن الجيش الإسرائيلي كان يتبادل فيه إطلاق النار مع المسلّحين (B) مقابل المكان الذي قُتلت فيه شيرين (A).

نشر رئيس الوزراء الإسرائيلي نفتالي بينيت في البداية تغريدةً يلقي فيها اللوم في مقتل شيرين على مسلّحين فلسطينيين، نقلاً عن مقطع فيديو نشره الجيش الإسرائيلي. وثّقت منظمة بتسيلم لحقوق الإنسان الموقع الدقيق الذي أدعي أن المسلحين الفلسطينيين الذي ظهروا في الفيديو أطلقوا منه النار والموقع الذي قتلت في شيرين، مع بيان أن الموقعين يفصل بينهما مئات الأمتار وتفصله العديد من الجدران والمباني. تحققت صحيفة واشنطن بوست من المسافة بين المَوقعين. التحقيق الذي أجرته بتسيلم، والذي صدر بعد ساعات من نشر المنشورات الرسمية الإسرائيلية، ذكر أيضاً أن الزقاق الذي ظهر في اللقطات لم يكن قريباً من الموقع الذي قُتلت فيه شيرين وأنه كان "من المستحيل" على المقاتلين الإطلاق عليها أو على أي شخص في محيطها، في وقت لاحق من اليوم،قال القائد العسكري الإسرائيلي الفريق أفيف كوخافي: "في هذه المرحلة لا نستطيع تحديد الطرف الذي أطلق النار ونأسف لمقتلها". قال روبرت ماكي من ذا إنترسبت إن الجيش الإسرائيلي نشر في وقت لاحق لقطات من كاميرا تُظهر تعرّض قواته لإطلاق النار من طرف مسلحين فلسطينيين ونشر مقارنة مع مقطع فيديو سجله باحث بتسيلم في وقت لاحق من اليوم. وأكد أن "الجنود الإسرائيليين كانوا في نهاية الزقاق الذي صوّر المسلح الفلسطيني فيه وهو يطلق النار عليهم". وعندما "انسحب الجنود الإسرائيليون من ذلك الزقاق، خرجوا إلى نفس الشارع الذي كانت تقف فيه شيرين أبو عاقلة عندما أصيبت بالرصاص". وفي المساء قال بيني غانتس "نحاول معرفة ما حدث بالضبط"، و"ليس لدي استنتاجات نهائية"، ووعد بإجراء تحقيق شفاف.
وبحسب ادّعاء الجيش الإسرائيلي، أطلق مسلحون فلسطينيون النار على الجنود الإسرائيليين، فردّ الجنود بإطلاق النار. ونشر الجيش الإسرائيلي مقطع فيديو يظهر مسلحين فلسطينيين يطلقون النار في مخيم جنين، وزعم أن ذلك كان في المنطقة التي قُتلت فيها شيرين. وفي الفيديو سُمع أحد المسلحين وهو يقول: "لقد أصابوا [المسلحون الفلسطينيون] واحدًا، لقد أصابوا جنديًا، وهو ملقى على الأرض". وبما أنه لم يصب أي جندي إسرائيلي خلال العملية، فقد بررت السلطات الإسرائيلية إنه من المحتمل أن الفلسطينيين أطلقوا النار على شيرين عن طريق الخطأ، معتقدين أنها جندية. وجد تقرير لصحيفة هاآرتس أن هذا الاحتمال غير مرجّح لأن العديد من المباني تحجب خط الرؤية المباشر بين ذلك المسلّح والمراسل.
وفقاً لآموس هاريل، فإن وزارة الاتصالات الإسرائيلية كانت متسرّعة للغاية بشأن الحادث، وخاطرت بتغذية الشكوك حول التستّر. أخبر وزير الاتصالات يوعاز هيندل صحيفة إسرائيل هيوم أنه يفترض أن إطلاق النار من طرف الفلسطينيين هو السبب في وفاة شيرين وبحسب صحيفة هآرتس، قال المتحدث باسم الجيش ران كوخاف لإذاعة كان بيت العامة: "عرضنا على الفلسطينيين إجراء تحقيق فوري، تحقيق مشترك لمعرفة من أطلق النار على الفلسطينية" ولكن لم يُقدّم مثل هذا العرض لعدة ساعات قبل أن يناقش وزير الخارجية يائير لابيد الوضع مع حسين الشيخ المسؤول الكبير في السلطة الوطنية الفلسطينية، الذي نفى تقديم أي عرض. وحصر تحقيق مؤقت أجراه الجيش الإسرائيلي ظروف وفاتها في سيناريوهين اثنين: إما حالة إطلاق نار عشوائي من طرف الفلسطينيين وأن حالة إطلاق نار من طرف قناص إسرائيلي محتملة.
وأفاد العديد من شهود العيان، بما في ذلك صحفيان كانا يقفان بجوار أبو عاقلة، أن المنطقة كانت هادئة نسبيًا قبل مقتلها مباشرة ولم يكن هناك أي فلسطينيين، سواء مدنيين أو غير ذلك، مشكّكين في التصريحات الإسرائيلية عن وفاتها في تبادل لإطلاق النار. وذكرت الجزيرة أنه بحسب وليد العمري رئيس مكتب رام الله، لم يكن هناك إطلاق نار من قبل مسلحين فلسطينيين؛ وأفاد مصطفى البرغوثي عضو المبادرة الوطنية الفلسطينية أنه لم يحدث أي تبادل لإطلاق النار في مكان الحادث. كما ذكر العمري أن شيرين كانت ترتدي خوذة وأن النار أصابتها في منطقة غير محمية تحت أذنها، وهذا يشير إلى أنه "استُهدفت عمدًا". وأظهر مقطع فيديو لإطلاق النار شيرين أبو عاقلة وهو ترتدي سترة واقية من الرصاص زرقاء اللون وعليها بوضوح كلمة "PRESS". وفي لقطات نشرت بعد أيام، تصور الدقائق القليلة الأخيرة قبل إطلاق النار على فريق الجزيرة، لم تُشاهد أو تسمع أي معركة. وأفاد مصور صحفي في وكالة فرانس برس أن القوات الإسرائيلية أطلقت النار على شيرين أبو عاقلة وقتلتها.

### التحقيق من الجانب الفلسطيني

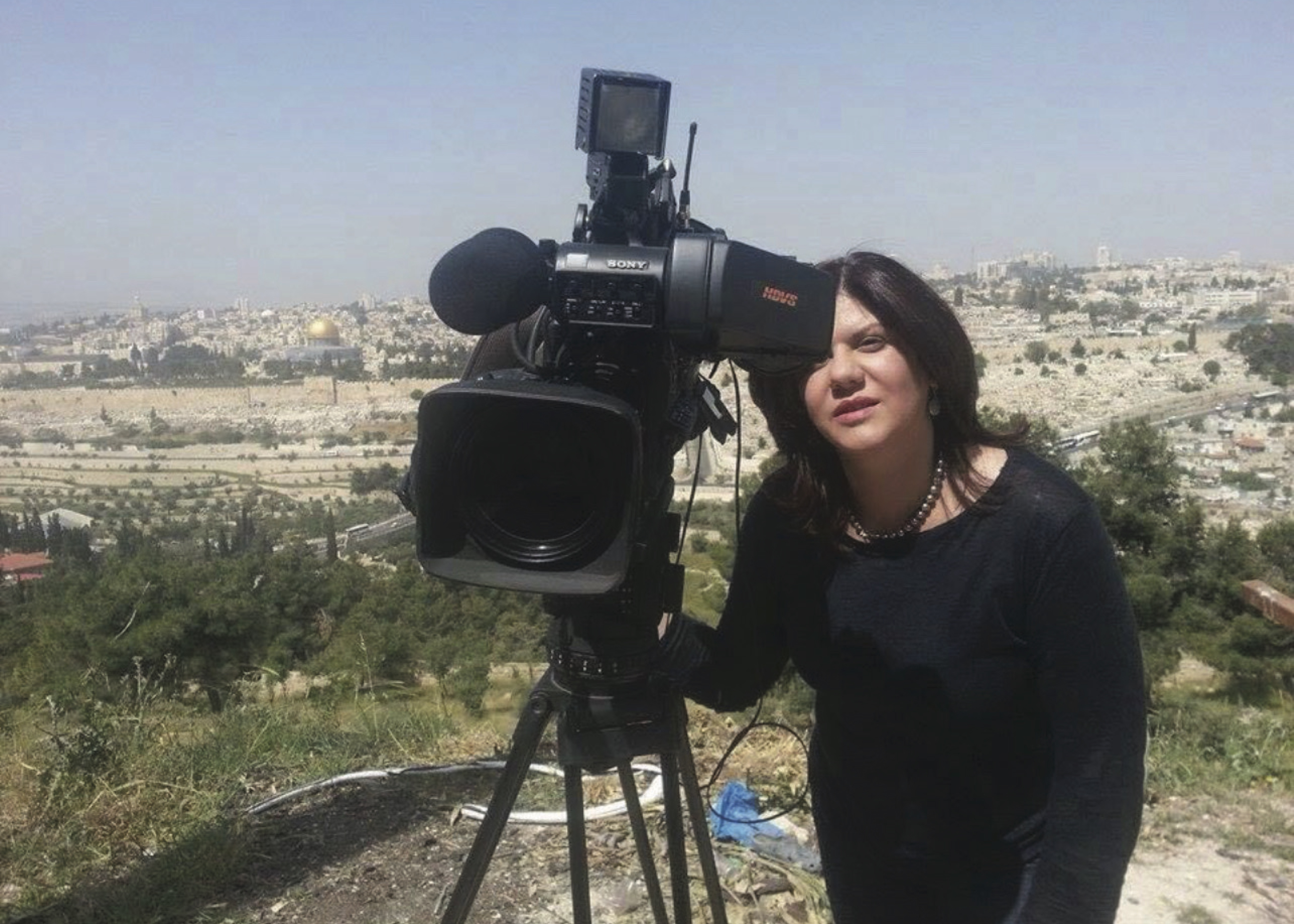
شيرين تؤدي عملها

حمّل الرئيس الفلسطيني محمود عباس إسرائيل مسؤولية مقتل شيرين أبو عاقلة. وقال في كلمةٍ ألقاها أثناء مراسم تشييع الشهيدة في رام الله في 12 مايو\أيار: "رفضنا ونرفض التحقيق المشترك مع السلطات الإسرائيلية، لأنها هي التي ارتكبت الجريمة، ونحن لا نثق بها". وأضاف أن السلطة الفلسطينية "ستتوجه فورًا إلى محكمة الجنايات الدوليّة لتعقب المجرمين".
في حين قال رئيس الوزراء الفلسطيني محمد اشتية، إن التحقيق في مقتل شيرين سيكون فلسطينيًا صرفًا، وأضاف أن حكومته لن تسلم الجانب الإسرائيلي المقذوف الذي قتل شيرين أبو عاقلة، لأنها "ستقوم بتزويره"، على حدّ قوله؛ وأن السلطة الفلسطينيّة ستشارك نتائجه مع الدول ذات العلاقة بما فيها قطر والولايات المتحدة.
في 26 مايو/أيار 2022، أعلنت النيابة العامة الفلسطينية نتائج التحقيق في مقتل شيرين أبو عاقلة، وقال النائب العام الفلسطيني، أكرم الخطيب، خلال مؤتمر صحفي إن التحقيقات أثبتت "أن أحد عناصر القوات الإسرائيلية أطلق عياراً نارياً أصاب شيرين، بشكل مباشر في الرأس، أثناء محاولتها الهرب، ما أدى إلى تهتك الدماغ جراء الإصابة بالمقذوف الناري". وأكد أن الطلقة التي قتلت أبو عاقلة كانت تحتوي على "جزء حديدي خارق للدروع"، مضيفا أن الطلقة اخترقت ذراع الخوذة، التي كانت ترتديها الصحفية القتيلة، واصطدمت بالجمجمة. وأوضح الخطيب أن "آثار المقذوفات النارية المتكررة في موقع استشهاد أبو عاقلة تدلل على نية القتل"، وهذا يعززه استمرار جنود الاحتلال في إطلاق النار صوب كل من حاول الوصول إلى أبو عاقلة لإسعافها أو مساعدتها"، حسب تعبيره. وأوضح النائب العام أن آثار إطلاق النار الموجودة على جذع الشجرة متركزة ومتلاصقة جميعها وأُطلقت من نقطة واحدة وهي من نفس مكان مطلق النار على شيرين، وأن ارتفاع مسافة إطلاق النار ما بين 127 و 178 سنتيمترا، ما يعني أن الجندي كان يستهدف الأجزاء العلوية للجسم بنية القتل. وأضاف المدعي العام أن السلطات الفلسطينية قررت عدم عرض صورة الرصاصة التي قتلت شيرين؛ لحرمان الاحتلال من التلاعب وتغيير روايته.
من جانبه نفى رئيس هيئة أركان الجيش الإسرائيلي، أفيف كوخافي، الاتهام الفلسطيني، قائلاً إن الصحفية "قتلت في ساحة قتال.. في ذروة نشاط عسكري كان يهدف لاعتقال إرهابيين خططوا لاستهداف وقتل مدنيين. إرهابيون أطلقوا نيرانهم في كل اتجاه". وكان كوخافي قد صرّح أنه دعا الجانب الفلسطيني إلى المشاركة في تحقيقٍ مشترك، إلا أنه قوبل بالرفض، وطلب فحص الرصاصة التي قتلت شيرين، وأن الجانب الإسرائيلي يحاول إجراء تحقيق مهني ودقيق.
بالتزامن مع إعلان نتائج التحقيقات الفلسطينية، أعلنت شبكة الجزيرة الإعلامية عن قرارها إحالة ملف اغتيال شيرين أبو عاقلة إلى المدعي العام في المحكمة الجنائية الدولية. وأوضحت الشبكة في بيان لها أنها شكلت تحالفاً قانونياً دولياً يضم فريقها القانوني، إلى جانب خبراء قانونيين دوليين، وأنها شرعت في إعداد ملف كامل حول القضية لتقديمه للمدعي العام للمحكمة.

### المزيد عن التحقيقات
طالبت الولايات المتحدة بتحقيقٍ شفاف، كما طالب الاتحاد الأوروبي بتحقيقٍ مستقلّ وبدعمٍ من ميشال باشليت من المفوضية السامية للأمم المتحدة لحقوق الإنسان . بدأت العديد من المجموعات المستقلة تحقيقاتها الخاصة. عمل موقع صحافة استقصائية بيلنجكات تحليلاً لمقاطع الفيديو والصوت من وسائل تواصل اجتماعي التي نشرتها مصادر عسكرية فلسطينية وإسرائيلية وخلصت إلى أنه بينما كان الجنود الإسرائيليون والمسلحون موجودين، كان المسلحون الفلسطينيون على مسافة أبعد بكثير، وتدعم الأدلة روايات الشهود التي تشير إلى أن النيران الإسرائيلية كانت مسؤولة على الأرجح. ويقول موقع بلينجكات إن إطلاق النار كان "بطيئاً ومتعمداً، ما يشير إلى حالة استهداف وليس إطلاقاً كثيفاً على جسم أو شخص أخر". في 16 يونيو\حزيران 2022، أفادت قناة الجزيرة أنها حصلت على صورة للرصاصة، وأنه وفقًا لخبراء القذائف والطب الشرعي، فإن الرصاصة ذات الرأس الأخضر مصممة لاختراق الدروع وهي من عيار 5.56 ملم تستخدم في بندقية M4، وهي نفس الرصاصة. كما تستخدمها القوات الإسرائيلية بانتظام. ويستخدم المقاتلون الفلسطينيون أيضًا M4. كما أجرت مجموعة حقوق الإنسان الإسرائيلية بتسيلم تحقيقاً، حيث لعبت "دوراً رئيسياً في تراجع الجيش عن ادعاءاته الأولية بأن المسلحين الفلسطينيين يبدو أنهم مسؤولون عن الوفاة.
أعادت أسوشيتد برس بناء الأحداث قائلةً إنها "تدعم تأكيدات كل من السلطات الفلسطينية وزملاء شيرين بأن الرصاصة التي أردتها قتيلة أطلقت من سلاحٍ أسرائيلي"، وأن "أي إجابة قاطعة من المرجح أن تكون بعيدة المنال بسبب انعدام الثقة بين الجانبين، فكل منهما يمكن أدلة وحده من المحتمل أن تكون حاسمة". قال تحقيق سي إن إن الذي راجع 11 مقطع فيديو وأجرى مقابلات مع شهود عيان وخبير في الأسلحة النارية، إن الأدلة الجديدة تشير إلى أن "أبو عاقلة قتلت بالرصاص في هجوم مستهدف شنته القوات الإسرائيلية".
في 26 مايو، ذكرت صحيفة "جيروزالم بوست" أن فلسطين أنهت تحقيقها، وأحالت النتائج إلى الإدارة الأمريكية، وخلصت إلى أن الجيش الإسرائيلي استهدف أبو عاقلة "بشكلٍ مباشرٍ ومتعمّد"، ونفت إسرائيل هذا الاتهام.
ورفضت السلطة الفلسطينية طلباً إسرائيلياً بإجراء تحقيق مشترك، وأصرت على نتائج تحقيقها الخاص الذي خلُص إلى أن الجيش الإسرائيلي قتل أبو عاقلة عمدًا. كما رفضت السلطة الفلسطينية طلبات تسليم الرصاصة إلى إسرائيل لإجراء اختبارات باليستية عليها. وحددت الحكومة الإسرائيلية سلاح الجندي الذي "ربما" قتلها، لكنها أصرت على أنها لا تستطيع تحديد الجانب الذي أطلق الرصاصة القاتلة دون الرصاصة. وحثت مجموعة من الحزبين الجمهوري والديمقراطي من أعضاء الكونغرس الأمريكي إدارة بايدن على الضغط على السلطة الفلسطينية لتسليم الرصاصة لإجراء الاختبارات عليها. وقال وزير الدفاع الإسرائيلي بيني غانتس أن الجيش الإسرائيلي طلب من الفلسطينيين السماح للإسرائيليين بفحص الرصاصة. واقترحت إسرائيل أيضاً إجراء تحقيق مشترك، وهو ما رفضته السلطة الفلسطينية لأنها تفضل إجراء تحقيق مستقل.
أعلن الجيش الإسرائيلي أنه بدأ التحقيق في احتمال أن يكون أحد جنوده قد أطلق النار على شيرين أبو عاقلة وقتلها، وبدأ التحقيق في ثلاث حوادث إطلاق نار شارك فيها جنوده، ووقع أحدها على بعد 500 قدم من المكان الذي تواجدت فيه شيرين. وقال مسؤول في الجيش الإسرائيلي إن هذا هو "الأرجح الذي قد يكون تسبب في الوفاة". وقال متحدث عسكري لم يذكر اسمه للصحفيين إنه قد تم التعرّف على بندقية قد تكون هي التي استخدمت، ولكن بدون الرصاصة لا يمكن التأكد من ذلك. وأكّد المسؤولون الإسرائيليون أيضاً أن "الجنود في مركبة عسكرية كانوا على بعد حوالي 150 ياردة من مكان عمل الصحفيين، وأطلقوا النار بشكلٍ متكرر في الوقت الذي قتلت فيه أبو عاقلة".
أعلن الجيش الإسرائيلي لاحقاً أنه على الرغم من أن التحقيق العملياتي في جريمة القتل سيستمر، إلا أنهم لن يجروا تحقيقاً بأسلوب التحقيق الجنائي، قائلين إنه لا يوجد شك من جانبهم في ارتكاب عملٍ إجرامي. أصدرت الحكومة الإسرائيلية بياناً بعدم الحاجة إلى إجراء تحقيق جنائي. أدان ييش دين الحكومة الإسرائيلية بالتهرّب من مسؤولياتها من خلال تجنّب التحقيق الجنائي؛ صرّح مراسل الجزيرة عمران خان أن "التحقيق الجنائي مع ضابط أو جندي إسرائيلي يخدم في عملية عسكرية قائمة" سيكون واهياً" في ظل المناخ السياسي الإسرائيلي الحال، لأن الجمهور يرى الجيش الإسرائيلي عموماً "على أنه لا يمكن المساس به باعتباره مدافعاً عن إسرائيل".
وعقب الرفض الإسرائيلي، قال عضو الكونغرس أندريه كارسن إن الرسالة الموجهة إلى بلينكن والتي تطلب من مكتب التحقيقات الفيدرالي التحقيق قد جمعت 55 توقيعاً من الكونغرس، حتى 19 مايو. أعلن الجيش الإسرائيلي في 19 مايو أنه تعرّف على البندقية التي "ربما قتلت أبو عاقلة"، لكنه أعلن أيضاً أن الاستنتاج سيظل غير مؤكّد بدون تحليل الرصاصة، وهذا الإعلان كان بشكلٍ منفصل عن الإعلان بأن الشرطة العسكرية لن تفتح تحقيقاً في جريمة القتل لعدم وجود شبهة جنائية. وقال النائب العام الفلسطيني أكرم الخطيب في 2 يوليو إن الرصاصة سُلّمت إلى "فريق خبراء أمريكيّ متخصص" وصل حديثًا لإجراء الفحص الفنّي. ووفقاً للخطيب، فإن الاختبار سيجري في السفارة الأمريكية في القدس، و"حصلنا على ضمانات من المنسّق الأمريكي بأن الفحص سيجري من طرفهم وأن الجانب الإسرائيلي لن يُشارك"، ولكن بحسب كوخاف "فإن التحقيق سيجريه محققون إسرائيليون بحضور مراقبين أمريكيين". وأعلنت وزارة الخارجية الأمريكية في وقتٍ لاحق في يوليو أن الاختبارات التي أجراها خبراء مستقلون في مجال المقذوفات تحت إشراف الولايات المتحدة لم تكن حاسمة بشأن السلاح الذي أطلق النار منه، لكن المسؤولين الأمريكيين خلصوا إلى أن إطلاق النار من مواقع إسرائيلية على الأرجح أدى إلى مقتل شيرين وأنه "لا يوجد سبب للاعتقاد" بأن إطلاق النار عليها كان متعمّداً. كان بإمكان المحققين الأمريكيين إمكانية الاطلاع والاستخدام "الكامل" لكل من تحقيقات الجيش الإسرائيلي والتحقيقات الفلسطينية. شكّك مكتب المدعي العام الفلسطيني في الاستنتاجات الأمريكية بأن الرصاصة لا يمكن أن تتطابق مع السلاح ويتمسك بموقفه بأن القتل كان مع سابق الإصرار. في 5 يوليو\تموز، أكّدت الولايات المتحدة على أنها لم تجري تحقيقاً خاصاً بها، لكن النتيجة كانت "تلخيصاً" للتحقيقات التي أجرتها السلطة الفلسطينية وإسرائيل.
في 12 يونيو، نشرت صحيفة "واشنطن بوست" نتائج تحقيقها الخاص الذي يشير إلى أنه "من المحتمل أن يكون جندي إسرائيلي في رتلٍ محدد قد أطلق النار على شيرين أبو عاقلة وقتلها". وعلى الرغم من أن الجيش الإسرائيلي قال في بيان أطلق مسلحٌ "وابلاً عدة مرات" على الرتّل قبل أن يردّ جندي من الجيش بإطلاق النار، ولم يجد التحليل أي دليل على وجود تبادل لإطلاق النار قبل القتل. رفض الجيش الإسرائيلي تحديد ما إذا كان الرتّل نفسه موضع التحقيق. في 20 يونيو\حزيران، نشرت صحيفة "نيويورك تايمز" ما وصفته بـ "تحقيق دام شهرًا" وخلص إلى أن "الرصاصة التي قتلت الشهيدة أبو عاقلة أُطلقت من الموقع التقريبي للرتل العسكري الإسرائيلي، على الأرجح أطلقها جندي من وحدة النخبة". ووجدت صحيفة التايمز أيضًا أنه لم يكن هناك أي مسلحين فلسطينيين في المنطقة التي كانت تعمل فيها أبو عقلة عندما أصيبت بالرصاص، ما يدحض مزاعم الجيش الإسرائيلي بأن جنديًا من الجيش الإسرائيلي أطلق عليها النار بسبب اشتباكها مع مسلحين فلسطينيين كانوا في المنطقة في ذلك الوقت.
وفي 24 يونيو، قالت المفوضية السامية للأمم المتحدة لحقوق الإنسان إنها خلصت إلى أن شيرين أبو عاقلة قُتلت برصاصة أطلقها الجنود الإسرائيليون، بناءً على المعلومات التي قدمها الجيش الإسرائيلي والمدعي العام الفلسطيني بالإضافة إلى فحص الصورة، المواد المرئية والصوتية، وزيارة مكان الحادث، واستشارة الخبراء، ومراجعة الاتصالات الرسمية، ومقابلة الشهود. وقال المتحدث: "من المقلق للغاية أن السلطات الإسرائيلية لم تقم بإجراء تحقيق جنائي".
عملت منظمة حقوق الإنسان الإسرائيلية ييش دين على تحليل السجلات العسكرية الإسرائيلية ووجدت أن القوات الإسرائيلية تتمتع "بإفلات شبه كامل من الملاحقة القضائية في الحالات التي تعرّض فيها الفلسطينيون للأذى على جنود الجيش الإسرائيلي"، وعلاوة على ذلك، فإن آليات التحقيق في الجيش ليست كافية حيث تظهر البيانات أنه "حتى عندما يجري الجيش تحقيقاً، فإن ذلك لا يؤدي إلى العدالة"، وشملت حالات التحقيق 5 محاكمات جنائية فقط، بنسبة 2% من الشكاوى الواردة بين عامي 2019 و2020.
في 5 سبتمبر\ايلول، نشر الجيش الإسرائيلي نتائج تحقيقه الخاص، وخلُص إلى أن هناك "احتمالاً كبيراً" أن شيرين أبو عاقلة "أصيبت عن طريق الخطأ" بنيران الجيش، ولكنه لن يبدأ تحقيقاً جنائياً. زعم التقرير أن الجيش تعرّض لإطلاق نار من فلسطينيين في المنطقة، قائلاً أن الجيش لم يستطع أن يستنتج بشكلٍ قاطع احتمال مقتل شيرين على يد مسلحين فلسطينيين، وإنه لا توجد شبهة بوجود عمل إجرامي في وفاتها. ولم يؤيد مقطع الفيديو المصور للحادثة الادعاء بإن مقاتلين فلسطينيين أطلقوا النار في مكان الحادث. ذكرت صحيفة أسوشيتد برس أنه في مؤتمر صحفي مع الصحفيين قال "مسؤول عسكري كبير" إن جنديًا إسرائيليًا أخطأ، "باحتمال كبير جدًا"، في التعرف على أبو عقلة وأطلق النار عليها عن طريق الخطأ. ولم يوضح سبب تعارض المزاعم الإسرائيلية بشأن إطلاق النار الفلسطيني في المنطقة مع شهود العيان ولقطات الفيديو. وواصلت عائلة أبو عاقلة الدعوة إلى إجراء تحقيق مستقل من طرف الولايات المتحدة وإجراء تحقيق في المحكمة الجنائية الدولية، قائلة إن تقرير الجيش الإسرائيلي "حاول طمس الحقيقة وتجنب المسؤولية" وأن "عائلتنا لم تتفاجأ بهذه النتيجة لأنه من الواضح لأي شخص أن مجرمي الحرب الإسرائيليين لا يستطيعون التحقيق في جرائمهم." كما رفض السيناتور الديمقراطي عن ولاية ماريلند كريس فان هولن التقرير الإسرائيلي، قائلاً إن نتائجه تتعارض مع الأدلة وكرر دعوته لإجراء تحقيق أمريكي مستقل في مقتل أبو عاقلة. وقالت رابطة الصحافة الأجنبية، التي تمثل وسائل الإعلام الدولية التي تغطي إسرائيل والأراضي الفلسطينية، إن استنتاجات الجيش الإسرائيلي "تثير تساؤلات كبيرة حول تصرفات الجيش في ذلك اليوم وشكوك جدية حول التزامه المعلن بحماية الصحفيين في المستقبل"، في حين قالت لجنة حماية الصحفيين وهي المنظمة التي تدافع عن حرية الصحافة في جميع أنحاء العالم، إن التقرير "لا يقدم الإجابات - بأي مقياس من الشفافية أو المساءلة - التي تستحقها أسرتها وزملاؤها". رفض رئيس الوزراء الإسرائيلي يائير لبيد الدعوات المطالبة بمحاكمة جنائية، قائلاً أن الجندي "كان يحمي نفسه من النيران الإرهابية". وأضاف أنه "لن يملي أحد علينا كيفية قواعد الاشتباك" و"إن جنودنا يتمتعون بالدعم الكامل من الحكومة [...] والشعب."
في 20 سبتمبر/أيلول، خلص تحقيق مشترك أصدرته مؤسسة الحق وفورينسيك أركيتيكتشر، وهي مجموعة بحثية دولية، إلى أن أبو عاقلة وزملاءها تعرضوا لـ "استهداف إسرائيلي متعمد".

### إعلان التحقيق الأمريكي
أعلنت وزارة الدفاع الإسرائيلية في 15 نوفمبر 2022 أن وزارة العدل الأمريكية فتحت تحقيقاً في جريمة القتل. وقد وصف وزير الدفاع بيني غانتس التحقيق بأنه "خطأ فادح". وقال أن الجيش الإسرائيلي أجرى تحقيقاً مستقلاً ومهنياً وأن تفاصيله عرضت على الأمريكيين"، وأضاف "أنا أوضحت للممثلين الأمريكيين أننا نقف وراء جنود الجيش الإسرائيلي، وأننا لن نتعاون مع أي تحقيقٍ خارجي، ولن نسمح بالتدخل في شؤون إسرائيل الداخلية". وقال ثلاثة مسؤولين إسرائيليين وأميركيين لموقع "أكسيوس" إن البيت الأبيض ووزارة الخارجية أبلغا الحكومة الإسرائيلية أنهما لا يقفان وراء قرار مكتب التحقيقات الفيدرالي (FBI) بفتح تحقيق. في 14 نوفمبر 2022، قدم 19 عضوًا ديمقراطيًا في مجلس النواب تشريعًا مستقلاً، وهو "قانون العدالة لشيرين"، الذي يتطلب تقديم تقرير عن جريمة القتل. وفي 15 نوفمبر/تشرين الثاني 2022، قالت منظمة العفو الدولية، في بيان رداً على الإعلان عن إجراء تحقيق، إن "إسرائيل لا يمكنها الاستمرار في قتل الفلسطينيين دون عقاب".

### إحالة القضية إلى المحكمة الجنائية الدولية
في 23 مايو\أيار 2022، أعلن وزير الخارجية الفلسطيني رياض المالكي تقديم قضية أبو عاقلة مرفقةً بأدلة الانتهاكات الإسرائيلية الأخرى إلى المدعي العام للمحكمة الجنائية الدولية.
في 26 مايو\أيار 2022، نفس اليوم الذي قالت فيه فلسطين إنهاء تحقيقها وأحالت النتائج إلى الإدارة الأمريكية. قالت قناة الجزيرة أنها سترفع دعوى أمام المحكمة الجنائية الدولية لتغطية حالة القتل و"القصف الإسرائيلي والدمار الشامل" الذي لحق بمكتب الجزيرة في غزة في مايو\أيار 2021، ولتغطية التحريض والاعتداء المستمر على صحفييها العاملين في الأراضي الفلسطينية المحتلة". وقالت الجزيرة في بيان: "أجرى الفريق القانوني للجزيرة تحقيقاً كاملاً ومفصلاً في القضية، وتوصل إلى أدلة جديدة، تستند إلى عدة روايات لشهود عيان، وفحص عدة عناصر من لقطات فيديو وأدلة الطب الشرعي المتعلقة بالقضية". قالت عائلة أبو عاقلة إنها سمحت بإحالة قضية مقتلها إلى المحكمة الجنائية الدولية. في 20 سبتمبر\أيلول 2022، وهو اليوم الذي أنهت فيه مؤسسة الحق التحقيق المشترك مع "الهندسة المعمارية الشرعية للتحقيق"، أحال محامون ومجموعات المناصرة حادثة إطلاق النار إلى المحكمة الجنائية الدولية نيابةً عن عائلة أبو عاقلة. في 6 ديسمبر/كانون الأول 2022، قدمت قناة الجزيرة أدلة جديدة وأعلنت عن تقديم شكوى رسمية منفصلة إلى المحكمة الجنائية الدولية ضد القوات الإسرائيلية بشأن مقتل مراسلتها.
قال نيد برايس المتحدث الرسمي باسم وزارة الخارجية الأمريكية إن الولايات المتحدة تحتج على تحقيق المحكمة الجنائية الدولية في فلسطين منذ فترة طويلة. وقال إن المحكمة الجنائية الدولية يجب أن تركز على معاقبة الجرائم الفظيعة ومنعها. أما يائير لبيد، رئيس الوزراء الإسرائيلي الأسبق، فقال: "لن يحقق أحد مع الجنود الإسرائيليين ولن يعظنا أحد حول أخلاقيات الحرب، وبالتأكيد ليس قناة الجزيرة".

## الجوائر والتكريم
- 2003: وسام الشجاعة - ليبيا.[عر 50]
- 2022: وسام القدس - فلسطين.[عر 51]
- 2022: وسام الإستقلال - الأردن.[عر 52][عر 53]
- 2022: جائزة السرايا الحمراء لحرية الصحافة - ليبيا.[عر 54]

## الذكرى والميراث

صورة شيرين أبو عاقلة على حاجز الضفة الغربية في بيت لحم

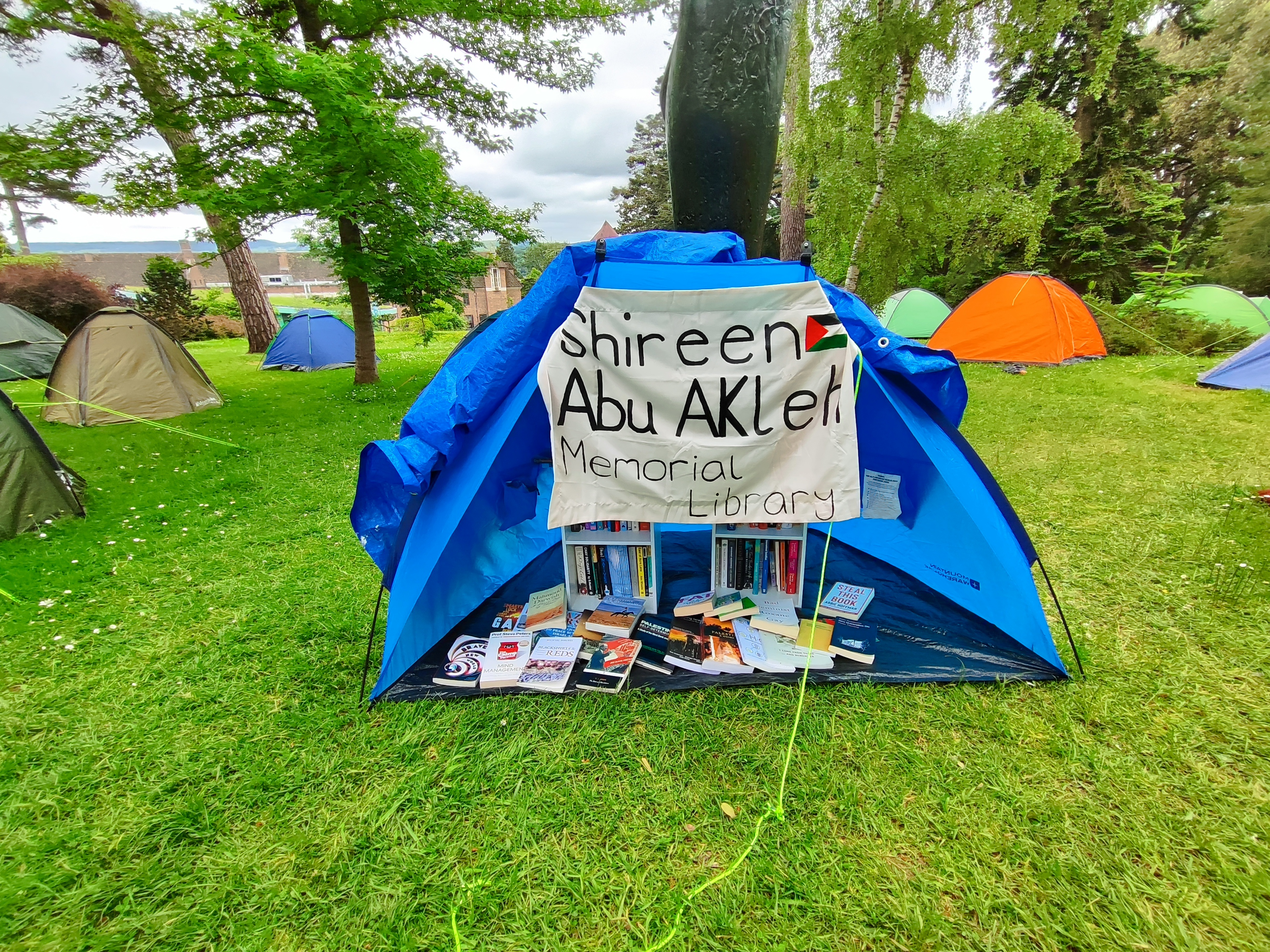
المكتبة التذكارية التي تحمل اسم أبو عاقلة أنشأت في جامعة إكستر أثناء الاحتجاجات المؤيدة للفلسطينيين إثر الحرب الإسرائيلية على قطاع غزة، 2024

كانت شيرين أبو عاقلة واحدة من أبرز الأسماء الصحفية في الشرق الأوسط، بفضل عملها مراسلةً في الضفة الغربية وقطاع غزة، ويعتبرها كثيرون نموذجاً يُحتذى به للعديد من النساء العربيات والفلسطينيات.
في 11 مايو 2023، جدّد أصدقاء وعائلة أبو عاقلة الدعوات لتحقيق العدالة ومحاسبة من تسبّب بمقتلها. وفي توقيت يتزامن مع وفاتها، أصدرت لجنة حماية الصحفيين تقريرًا توصل إلى نتائج مفادها أن إسرائيل تسببت بمقتل ما لا يقل عن 20 صحفيًا، منهم 18 صحفيًا فلسطينيًا، على يد أفرادٍ عسكريين منذ عام 2001.
وقالت صديقتها وزميلتها السابقة داليا حتوقة: "سنوات من رؤية عدم تحقيق العدالة للفلسطينيين تقول لي إنه لا ينبغي لنا أن نتوقع الكثير. ولكن إذا ركزنا على أي جانب مشرق هناك، فلن أرى قط شيئًا مثل الإقبال على جنازتها لقد أظهر ذلك مدى الحب والاحترام الذي كانت تتمتع به شيرين، وقد ألهمت جيلاً كاملاً من الشابات والشبان الذين يعجبون بها وبعملها ويريدون أن يسيروا على خطاها."
أقيم حفل تأبيني لها في رام الله في مايو 2023، حضره المئات من الأشخاص، للاحتفال بحياة أبوعاقلة الرائدة ومسيرتها الإعلامية وإرثها. وعُزفت في ذكراها العديد من المقطوعات الموسيقية التي أُلّفت خصيصاً لذكراها، أدتها شابات معهد إدوارد سعيد الوطني للموسيقى وجوقة فتيات من القدس.
أعلنت العديد من الجامعات بالفعل عن جوائز ومنح دراسية باسم شيرين أبو عاقلة، فقد أعلنت جامعة بيرزيت، في 12 مايو/أيار 2022، إطلاق جائزة "شيرين أبو عاقلة للتميز الإعلامي"، لتكون جائزة سنوية تستهدف الإعلاميين الفلسطينيين، وتهدف إلى تحفيز الإبداع والعمل الإعلامي النوعي الذي يتناول قصة فلسطين.، وخصّص المجلس القومي للمرأة في مصر جائزة تقديرية بعنوان "جائزة الإعلامية شيرين أبو عاقلة رمز الشجاعة والصدق في خدمة الحق"، تكريما لذكراها؛ تستهدف الجائزة تكريم الإعلاميات العربيات الناشطات في مجال التحقيق الاستقصائي واللاتي لهن إسهاماً مميزاً في نشر قضايا الإنسان والمجتمع. وخصّص معهد الإعلام الأردني منحةً تحمل اسم الشهيدة شيرين تكريماً لذكراها؛ تُقدم المنحة فرصةً لصحفيّة فلسطينية للالتحاق ببرنامج الماجستير في الصحافة والإعلام الحديث.
سمّي باسمها شارع في رام الله، ومن المقرر أيضًا أن يحمل اسمها متحفًا إعلاميًا قادمًا، من المقرر افتتاحه في عام 2025.
في 26 أكتوبر 2023، جرف الجيش الإسرائيلي ودنّس نصباً تذكارياً أقيم في موقع مقتل شيرين في مدينة جنين.
- وقفت جامعة بيرزيت كرسي أستاذية باسم "كرسي شيرين أبو عاقلة للصحافة والإعلام".[عر 59]
- أطلقت بلدية رام الله اسمها على شارع وسط مدينة رام الله.[عر 60]
- أنشأت الجامعة الأميركية في بيروت بالشراكة مع مؤسسة يافا منحة شيرين أبو عاقلة التذكارية.[عر 61]
- أطلقت أريج منحة زمالة شيرين أبو عاقلة تكفل بها متبرع.[عر 62]
- أصدرت مؤسسة الدراسات الفلسطينية كتاب "استشهاد شيرين أبو عاقلة: سجل توثيقي".[عر 63]
- منحها الاردن وسام الاستقلال.[عر 53] وأطلق معهد الإعلام الأردني منحة شيرين أبو عاقلة.[عر 64] كما أطلقت جامعة اليرموك منحة ماجستير باسم شيرين أبو عاقلة.[عر 65]
- رشحها أعضاء البرلمان الأوروبي لجائزة سخاروف لحرية الفكر وهي أعلى تكريم في الاتحاد الأوروبي للمدافعين عن حقوق الإنسان.[عر 66]

### فهرس المراجع
وب
بالعربية
1. ↑  "شيرين أبو عاقلة: من هي مراسلة الجزيرة التي قتلت في جنين؟". هيئة الإذاعة البريطانية (BBC). 11 مايو 2022. مؤرشف من الأصل في 2024-07-18. اطلع عليه بتاريخ 2024-07-24.
2. ↑  محمد محسن وتد (11 مايو 2022). "استشهاد الصحافية شيرين أبو عاقلة برصاص الاحتلال في جنين". عرب 48. مؤرشف من الأصل في 2022-05-11. اطلع عليه بتاريخ 2022-05-11.
3. ↑  #بعد_الضهر 2017 - الاعلامية شيرين ابو عاقلة - حلقة #15 نسخة محفوظة 27 مارس 2020 على موقع واي باك مشين.
4. ↑  صحيفة الغد الأردنية (2022-0511). "اليرموك تنعى خريجتها الإعلامية شيرين أبو عاقلة". نبض. مؤرشف من الأصل في 2023-03-10. اطلع عليه بتاريخ 11 مايو 2022. {{استشهاد ويب}}: تحقق من التاريخ في: |تاريخ= (مساعدة)
5. ↑  "شرين أبو عاقلة مراسلة الجزيرة الفضائية". مجلة عربيات الدولية. مؤرشف من الأصل في 2018-10-13. اطلع عليه بتاريخ 2016-08-24.
6. ↑  الجزيرة: شيرين أبو عاقلة.. مراسلة الجزيرة التي اغتيلت برصاصة إسرائيلية في جنين. نشر بتاريخ 18/8/2022. وصول بتاريخ 10\07\2024 نسخة محفوظة 2024-07-09 على موقع واي باك مشين.
7. 1 2 3 4 5 6 7  
"من هي شيرين أبو عاقلة؟". هيئة الإذاعة البريطانية (BBC). 11 مايو 2022. مؤرشف من الأصل في 2023-07-04. اطلع عليه بتاريخ 2024-06-19.
8. ↑  محمد محسن وتد (11 مايو 2022). "استشهاد الصحافية شيرين أبو عاقلة برصاص الاحتلال في جنين". عرب 48. مؤرشف من الأصل في 2023-11-30. اطلع عليه بتاريخ 2024-06-19.
9. ↑  عزيزة نوفل (5 يناير 2002). "شرين أبو عاقلة مراسلة الجزيرة الفضائية". مجلة عربيات الدولية. مؤرشف من الأصل في 2016-08-24. اطلع عليه بتاريخ 2024-06-19.
10. ↑  ديمة سروجي (7 يونيو 2022). "شيرين أبو عاقلة… صوت يخترق الجدران". القدس العربي. مؤرشف من الأصل في 2022-06-14. اطلع عليه بتاريخ 2024-06-19.
11. 1 2 3  شؤون الأمم المتحدة (31 مايو 2022). "الأمم المتحدة تطلق اسم شيرين أبو عاقلة على برنامج تدريب الصحفيين الفلسطينيين اعتزازا بإرثها". الأمم المتحدة. مؤرشف من الأصل في 2024-02-23. اطلع عليه بتاريخ 2024-06-19.
12. ↑  "استشهاد مراسلة الجزيرة شيرين أبو عاقلة برصاص جيش الاحتلال خلال تغطيتها لاقتحامه مخيم جنين". الجزيرة نت. مؤرشف من الأصل في 2022-05-11. اطلع عليه بتاريخ 2022-05-11.
13. 1 2  "استشهاد مراسلة الجزيرة شيرين أبو عاقلة على يد قوات الاحتلال الإسرائيلي". شبكة الجزيرة الإعلامية. مؤرشف من الأصل في 2024-02-26. اطلع عليه بتاريخ 2024-07-09.
14. ↑  سعيد أبو معلا (14 نوفمبر 2022). "شهادة صادمة تقدمها الصحافية شذا حنايشة حول اغتيال شيرين أبو عاقلة في الأمم المتحدة: إن كنتم تنامون أنا لا أنام!". القدس العربي. مؤرشف من الأصل في 2024-07-16. اطلع عليه بتاريخ 2024-07-09.
15. ↑  دبي، الحرة - (11 مايو 2022). "الطب العدلي يكشف النتائج الأولية لتشريح جثمان أبو عاقلة". الحرة. مؤرشف من الأصل في 2022-05-12. اطلع عليه بتاريخ 2022-05-11.
16. 1 2 3 4  
"أولى نتائج تشريح جثمان شيرين أبو عاقلة.. الرصاصة قتلتها بشكل مباشر وتسببت في تهتك كامل بالدماغ (فيديو)". الجزيرة مباشر. مؤرشف من الأصل في 2024-07-14. اطلع عليه بتاريخ 2024-07-09.
17. 1 2  "معهد الطب العدلي: إصابة أبو عاقلة "قاتلة بشكل مباشر" وأدت إلى تهتك كامل بالدماغ وعظام الجمجمة". القدس العربي. 11 مايو 2022. مؤرشف من الأصل في 2024-07-15. اطلع عليه بتاريخ 2024-07-09.
18. ↑  سامر خويرة (11 مايو 2022). "نتائج تشريح جثمان أبو عاقلة: أصيبت برصاصة مباشرة تسببت بتهتك الدماغ". العربي الجديد. رام الله. مؤرشف من الأصل في 2022-05-11. اطلع عليه بتاريخ 2022-05-11.
19. ↑  "تقرير تشريح جثمان شيرين أبو عاقلة يؤكد: رصاصة متفجرة اخترقت رأسها". اليوم السابع. 11 مايو 2022. مؤرشف من الأصل في 2022-05-11. اطلع عليه بتاريخ 2022-05-11.
20. ↑  "قوات الاحتلال الإسرائيلي تداهم منزل شيرين أبو عاقلة وتعتدي على المتضامنين (فيديو) - أخبار سياسة". الجزيرة مباشر. 11 مايو 2022. مؤرشف من الأصل في 2022-05-12. اطلع عليه بتاريخ 2022-05-11.
21. ↑  Hajj، Ahmad El (11 مايو 2022). "بالفيديو ـ لحظة وصول جثمان شيرين أبو عاقلة من نابلس إلى مكتب قناة الجزيرة وسط رام الله". AlJadeed.tv. مؤرشف من الأصل في 2022-05-11. اطلع عليه بتاريخ 2022-05-11.
22. ↑  "زملاء الصحفية "أبو عاقلة" يودعون جثمانها في رام الله". www.aa.com.tr. مؤرشف من الأصل في 2024-07-16. اطلع عليه بتاريخ 2024-07-12.
23. ↑  "RT Arabic". RT Arabic. مؤرشف من الأصل في 2024-08-07. اطلع عليه بتاريخ 2024-07-12.
24. ↑  "تشييع جثمان شيرين أبو عاقلة من رام الله لتُدفن في القدس". BBC News عربي. مؤرشف من الأصل في 2024-07-15. اطلع عليه بتاريخ 2024-07-12.
25. ↑  الجزيرة: لوموند: مراسم جنازة شيرين أبو عاقلة.. لحظة أثبتت فيها مدينة القدس أنها فلسطينية. نشر بتاريخ 15/5/2022 نسخة محفوظة 2024-07-12 على موقع واي باك مشين.
26. ↑  صحيفة النهار، وداع "أخت كلّ الفلسطينيّين" الصحافية شيرين أبو عاقلة... الشرطة الإسرائيليّة تقتحم مستشفى في القدس قبل إخراج نعشها. نشر بتاريخ 13-05-2022  نسخة محفوظة 2024-07-12 على موقع واي باك مشين.
27. ↑  الجزيرة: مدير المستشفى الفرنسي في القدس: قررنا مقاضاة الشرطة الإسرائيلية. نشر بتاريخ 17/5/2022 نسخة محفوظة 2024-07-13 على موقع واي باك مشين.
28. ↑  فضائية النجاح An-Najah Nbc (11 يونيو 2017)، #بعد_الضهر 2017 - الاعلامية شيرين ابو عاقلة - حلقة #15، مؤرشف من الأصل في 2024-06-04، اطلع عليه بتاريخ 2024-07-13
29. 1 2  "استشهاد شيرين أبو عاقلة مراسلة الجزيرة برصاص جيش الاحتلال خلال تغطيتها لاقتحام مخيم جنين". الجزيرة نت. مؤرشف من الأصل في 2024-06-19. اطلع عليه بتاريخ 2024-06-20.
30. ↑  "عباس يعلق على مقتل شيرين أبو عاقلة.. وإسرائيل تفتح تحقيقا". سكاي نيوز عربية. مؤرشف من الأصل في 2022-06-14. اطلع عليه بتاريخ 2024-06-21.
31. ↑  "الشيخ: الاحتلال مرة أخرى يرتكب جريمة إسكات الكلمة وقتل الحقيقة". موقع الأمين العام للجنة التنفيذية لمنظمة التحرير الفلسطينية. 11 مايو 2022. مؤرشف من الأصل في 2024-06-21. اطلع عليه بتاريخ 2024-06-21.
32. ↑  أخبار الأمم المتحدة: خبراء أمميون: مقتل الصحفية شيرين أبو عاقلة قد يرقى إلى جريمة حرب. نشر بتاريخ 13 آيار/مايو 2022 نسخة محفوظة 2024-07-11 على موقع واي باك مشين.
33. ↑  نوفل، عزيزة. "ليست حوادث فردية.. تقرير دولي يطالب بفتح تحقيق في قتل الاحتلال 3 صحفيين بينهم شيرين أبو عاقلة". الجزيرة نت. مؤرشف من الأصل في 2024-03-25. اطلع عليه بتاريخ 2024-06-27.
34. ↑  "الصحفيون أساسيون للحفاظ على السلام ودعم الديمقراطية، فما الذي يمكن لمجلس الأمن القيام به لحمايتهم؟ | أخبار الأمم المتحدة". news.un.org. 24 مايو 2022. مؤرشف من الأصل في 2024-06-19. اطلع عليه بتاريخ 2024-06-29.
35. ↑  "RT Arabic". RT Arabic. مؤرشف من الأصل في 2023-01-13. اطلع عليه بتاريخ 2024-07-07.
36. ↑  "واشنطن ستضغط على إسرائيل بخصوص قواعد الاشتباك بعد استشهاد أبو عاقلة". قناة المملكة. مؤرشف من الأصل في 2024-07-13. اطلع عليه بتاريخ 2024-07-07.
37. ↑  "بعد مطالب أميركية بمراجعة قواعد الاشتباك.. لبيد يرفض "الإملاءات" ويعارض ملاحقة من أطلق النار على شيرين أبو عاقلة". الجزيرة نت. مؤرشف من الأصل في 2022-10-03. اطلع عليه بتاريخ 2024-07-07.
38. ↑  [أ] "استشهاد شيرين أبو عاقلة.. منظمة إسرائيلية تكشف زيف الفيديو الذي نشرته قوات الاحتلال عن الجريمة". قناة الجزيرة. 11 مايو 2022. مؤرشف من الأصل في 2022-05-11. اطلع عليه بتاريخ 2022-05-12.
[ب] أمير علي بويرات (11 مايو 2022). ربيع سواعد (المحرر). "تحقيق "عرب 48": استشهاد شيرين أبو عاقلة.. استهداف مباشر بنيران الاحتلال". عرب48. مؤرشف من الأصل في 2022-05-11. اطلع عليه بتاريخ 2022-05-12.
39. ↑  محمد محسن وتد (11 مايو 2022). "استشهاد الصحافية شيرين أبو عاقلة برصاص الاحتلال في جنين". عرب 48. مؤرشف من الأصل في 2022-05-11. اطلع عليه بتاريخ 2022-05-11.
40. ↑  "نمط فتاك: 20 صحفياً قتلوا بنيران القوات الإسرائيلية خلال 22 سنة دون أن يُحاسب أحد". Committee to Protect Journalists. مؤرشف من الأصل في 2024-08-09. اطلع عليه بتاريخ 2024-07-27.
41. ↑  بي بي سي: إلى أين تصل المطالبات بتحقيق دولي في مقتل شيرين أبو عاقلة؟ نشر بتاريخ 12 مايو/أيار 2022 نسخة محفوظة 2024-07-12 على موقع واي باك مشين.
42. ↑  العربية: مقتل شيرين أبوعاقلة.. النائب العام الفلسطيني يكشف عن تفاصيل تقريره: الجيش الإسرائيلي ارتكب "جريمة حرب". نشر بتاريخ 26 مايو / أيار 2022 نسخة محفوظة 2024-07-12 على موقع واي باك مشين.
43. ↑  صحيفة سبق الإلكترونية: النائب العام الفلسطيني: إسرائيل قتلت شيرين أبو عاقلة برصاصة بها جزء خارق للدروع. نشر بتاريخ 26 مايو 2022 نسخة محفوظة 2024-07-12 على موقع واي باك مشين.
44. ↑  العربي أخبار: النيابة الفلسطينية تكشف: شيرين أبو عاقلة استشهدت برصاص قناص إسرائيلي. نشر بتاريخ 26 مايو 2022
45. ↑  بي بي سي نيوز بالعربية: شيرين أبو عاقلة: النائب العام الفلسطيني يكشف نتائج التحقيق في مقتل مراسلة الجزيرة وإسرائيل ترد. نشر بتاريخ 26 مايو/ أيار 2022 نسخة محفوظة 2023-10-21 على موقع واي باك مشين.
46. ↑  الجنرال كوخافي: أدعو الجانب الفلسطيني إلى التعاون في التحقيقات. نشر بتاريخ  نسخة محفوظة 2024-07-12 على موقع واي باك مشين.
47. ↑  الجزيرة: بالتزامن مع نتائج التحقيق الفلسطيني.. شبكة الجزيرة تحيل ملف أبو عاقلة للجنائية وغانتس يتحدث عن أسف تل أبيب لمقتلها. نشر بتاريخ 27/5/2022 نسخة محفوظة 2024-07-12 على موقع واي باك مشين.
48. ↑  سي إن إن بالعربية: قناة "الجزيرة" تعلن رفع قضية مقتل شيرين أبو عاقلة إلى المحكمة الجنائية الدولية. نشر بتاريخ 06 ديسمبر/كانون الأول 2022 نسخة محفوظة 2024-07-11 على موقع واي باك مشين.
49. ↑  بي بي سي نيوز عربي: شيرين أبو عاقلة: الجزيرة تقاضي الجيش الإسرائيلي أمام المحكمة الجنائية الدولية بتهمة قتل مراسلتها. نشر بتاريخ 6 ديسمبر/ كانون الأول 2022. وصول بتاريخ 11\7\2024 نسخة محفوظة 2024-07-11 على موقع واي باك مشين.
50. ↑  "القذافي يمنح وسام الشجاعة لمراسلة الجزيرة". www.albayan.ae. 7 مارس 2003. مؤرشف من الأصل في 2024-07-14. اطلع عليه بتاريخ 2024-07-13.
51. ↑  "ما هو وسام "نجمة القدس" الذي منحه محمود عباس للصحافية شيرين أبو عاقلة؟". مونت كارلو الدولية / MCD. 12 مايو 2022. مؤرشف من الأصل في 2024-07-13. اطلع عليه بتاريخ 2024-07-13.
52. ↑  "ملك الأردن يمنح شيرين أبو عاقلة "وسام الاستقلال" تقديرا لشجاعتها". سبوتنيك عربي. مؤرشف من الأصل في 2024-07-17. اطلع عليه بتاريخ 2024-07-13.
53. 1 2  "صحيفة عمون : لحظات مؤثرة عند اعلان الانعام على الشهيدة أبو عاقلة بوسام الاستقلال من الدرجة الأولى". مؤرشف من الأصل في 2023-03-04. اطلع عليه بتاريخ 2023-03-10.
54. ↑  "في احتفالية بطرابلس: منح جائزة حرية الصحافة لـ«شيرين أبوعاقلة»". الوسط. 24 ديسمبر 2022. مؤرشف من الأصل في 2024-07-16. اطلع عليه بتاريخ 2024-7-13.
55. ↑  وكالة الأنباء والمعلومات الفلسطينية: جامعة بيرزيت تطلق منحة دراسية وجائزة للتميز الإعلامي باسم الشهيدة شيرين أبو عاقلة. نشر بتاريخ 12\05\2022. وصول بتاريخ 14\05\2024 نسخة محفوظة 2022-12-09 على موقع واي باك مشين.
56. ↑  القاهرة 24: القومي للمرأة يعلن عن جائزة الإعلامية شيرين أبو عاقلة. نشر بتاريخ 17/أكتوبر/2023، وصول بتاريخ 14/05/2024
نسخة محفوظة 2024-05-15 على موقع واي باك مشين.
57. ↑  شبكة الصحفيين الدوليين: منحة "شيرين أبو عاقلة" لدراسة الماجستير تستقبل تقديمات. نشر بتاريخ 18 يوليو\تموز 2023. وصول بتاريخ 14\05\2024 نسخة محفوظة 2024-05-14 على موقع واي باك مشين.
58. ↑  الجزيرة: شاهد.. قوات الاحتلال تجرف شارع شيرين أبو عاقلة ونصبها التذكاري بجنين. نشر بتاريخ 27/10/2023. وصول بتاريخ 14/05/2024. نسخة محفوظة 2024-03-25 على موقع واي باك مشين.
59. ↑  "Shireen Abu Akleh Memorial / العطاء في جامعة بيرزيت". مؤرشف من الأصل في 2022-12-04. اطلع عليه بتاريخ 2023-03-10.
60. ↑  تدشين شارع في رام الله يحمل اسم الصحفية الشهيدة شيرين أبو عاقلة. نسخة محفوظة 2023-03-04 على موقع واي باك مشين.
61. ↑  "الجامعة الأميركية ببيروت تنشئ منحة باسم شيرين أبو عاقلة". مؤرشف من الأصل في 2023-03-10. اطلع عليه بتاريخ 2023-03-10.
62. ↑  "إعلاميون من أجل صحافة استقصائية عربية (أريج)". مؤرشف من الأصل في 2023-03-04. اطلع عليه بتاريخ 2023-03-10.
63. ↑  مؤسسة الدراسات الفلسطينية (19 سبتمبر 2022). "استشهاد شيرين أبو عاقلة: سجل توثيقي". مؤسسة الدراسات الفلسطينية. مؤرشف من الأصل في 2023-03-04. اطلع عليه بتاريخ 2023-03-10.
64. ↑  "منحة شيرين أبو عاقلة". مؤرشف من الأصل في 2022-12-06. اطلع عليه بتاريخ 2023-03-10.
65. ↑  "منحة "شـريـن أبـو عـاقلـة" ماجستير إعــــلام". جامعة اليرموك. مؤرشف من الأصل في 2022-11-07. اطلع عليه بتاريخ 2023-03-10.
66. ↑  "ترشيح شيرين أبو عاقلة لجائزة الاتحاد الأوروبي لحقوق الإنسان". وكالة سند للأنباء. مؤرشف من الأصل في 2023-03-04. اطلع عليه بتاريخ 2023-03-10.

بالإنكليزية
1. 1 2  Ylenia Gostoli (13 May 2022). "How Shireen Abu Akleh inspired a generation of female reporters". TRT WORLD (بالإنجليزية). Archived from the original on 2022-06-18. Retrieved 2022-06-20.
2. 1 2  "A Look Back at Shireen Abu Akleh: A Journalist Who Inspired Generations". About Her (بالإنجليزية). 20 Jun 2022. Archived from the original on 2022-05-29. Retrieved 2022-06-20.
3. ↑  Aya Batrawy (12 May 2022). "Slain Al Jazeera journalist was icon of Palestinian coverage". The Associated Press (بالإنجليزية). Archived from the original on 2022-05-12. Retrieved 2024-07-24.
4. ↑  [a] "Israel's shifting narratives on the killing of Shireen Abu Akleh". Al Jazeera (بالإنجليزية). 6 Sep 2022. Archived from the original on 2022-09-06. Retrieved 2024-05-14.
[b] Hadas Gold; Abeer Salman (5 Sep 2022). "Israeli military admits Shireen Abu Akleh likely killed by Israeli fire, but won't charge soldiers". CNN (بالإنجليزية). Archived from the original on 2022-09-06. Retrieved 2022-09-06.
5. 1 2 3  
ToI Staff (13 May 2022). "Initial IDF probe of reporter's death proposes 2 scenarios for who fired fatal shot". Times of Israel (بالإنجليزية). Archived from the original on 2022-06-09. Retrieved 2022-06-09.
6. 1 2  Al Jazeera Staff (20 Sep 2022). "Joint investigation finds Abu Akleh's killing 'deliberate'". Al Jazeera (بالإنجليزية). Archived from the original on 2022-11-15. Retrieved 2022-09-20.
7. 1 2  
Patrick Kingsley (14 Nov 2022). "U.S. Investigating Killing of Al Jazeera Journalist in West Bank, Israel Says". The New York Times (بالإنجليزية). Archived from the original on 2022-11-15. Retrieved 2022-11-15.
8. ↑  David Gritten (15 Nov 2022). "Shireen Abu Aqla: Israel rejects US reporter death probe as mistake". BBC (بالإنجليزية). Archived from the original on 2022-11-15. Retrieved 2022-11-15.
9. ↑  TOI staff (14 May 2022). "After international outcry, police open probe into violence at reporter's funeral". Times of Israel (بالإنجليزية). Archived from the original on 2022-07-05. Retrieved 2022-07-05.
10. 1 2 3 4 5  "Video shows cops storming hospital before reporter's funeral, hitting people inside". Times of Israel (بالإنجليزية). 16 May 2022. Archived from the original on 2022-05-23. Retrieved 2022-06-22.
11. 1 2 3 4 5 6 7 8  Tom Bateman (17 May 2022). "Shireen Abu Aqla: Christian leaders condemn violence at reporter's funeral". BBC (بالإنجليزية). Archived from the original on 2022-05-20. Retrieved 2022-05-20.
12. 1 2  "Israeli police beat mourners at funeral of slain Palestinian journalist". Reuters (بالإنجليزية). 14 May 2022. Archived from the original on 2022-05-26. Retrieved 2022-05-14.
13. ↑  Josef Federman (14 May 2022). "Israeli police beat pallbearers at journalist's funeral". AP NEWS (بالإنجليزية). Archived from the original on 2022-07-18. Retrieved 2022-07-18.
14. 1 2  "Palestine: Shireen Abu Akleh shrine desecrated in the West Bank". International Federation of Journalists (بالإنجليزية). 27 Oct 2023. Archived from the original on 2023-10-27. Retrieved 2023-10-27.
15. 1 2 3  Qais Abu Samra (27 Oct 2023). "Israeli army destroys memorial of journalist Shireen Abu Akleh in West Bank". Anadolu Agency (بالإنجليزية). Archived from the original on 2023-10-30. Retrieved 2023-10-30.
16. 1 2  Al Jazeera Staff (28 Oct 2023). "Protests, confrontations in Jerusalem and West Bank amid Israel-Gaza war". Al Jazeera (بالإنجليزية). Archived from the original on 2023-12-19. Retrieved 2023-10-30.
17. 1 2  Staff, Al Jazeera. "The world reacts to the killing of Al Jazeera's Shireen Abu Akleh". Al Jazeera (بالإنجليزية). Archived from the original on 2024-05-16. Retrieved 2024-06-28.
18. ↑  "Hona Al-Quds - AQB Honors College hosts Al Jazeera Reporter Shireen Abu Akleh". web.archive.org. 11 مايو 2021. مؤرشف من الأصل في 2021-05-11. اطلع عليه بتاريخ 2024-06-19.{{استشهاد ويب}}:  صيانة الاستشهاد: BOT: original URL status unknown (link)
19. 1 2  "Shireen Abu Aqla: Palestinians to refer journalist's killing to ICC" (بالإنجليزية البريطانية). 12 May 2022. Archived from the original on 2024-03-08. Retrieved 2024-06-19.
20. ↑  "Al Jazeera reporter killed during Israeli raid in West Bank". AP News (بالإنجليزية). 11 May 2022. Archived from the original on 2022-05-11. Retrieved 2024-06-19.
21. 1 2 3  McKernan, Bethan (11 May 2022). "Al Jazeera accuses Israeli forces of killing journalist in West Bank". The Guardian (بالإنجليزية البريطانية). ISSN:0261-3077. Archived from the original on 2022-05-11. Retrieved 2024-06-19.
22. 1 2 3  Tahhan, Zena Al. "Shireen Abu Akleh: Al Jazeera reporter killed by Israeli forces". Al Jazeera (بالإنجليزية). Archived from the original on 2022-05-11. Retrieved 2024-06-19.
23. ↑  Staff, Al Jazeera. "Shireen Abu Akleh: A trailblazer who gave voice to Palestinians". Al Jazeera (بالإنجليزية). Archived from the original on 2022-05-11. Retrieved 2024-06-19.
24. 1 2 3  Abdulrahim, Raja; Hubbard, Ben (11 May 2022). "Trailblazing Palestinian Journalist Killed in West Bank". The New York Times (بالإنجليزية الأمريكية). ISSN:0362-4331. Archived from the original on 2022-05-11. Retrieved 2024-06-19.
25. ↑  Bill Chappell, Daniel Estrin (11 مايو 2022). "Al Jazeera's Shireen Abu Akleh is killed while reporting on an Israeli raid". npr. مؤرشف من الأصل في 2022-05-11. اطلع عليه بتاريخ 2024-06-19.
26. ↑  AGENCIES and TOI STAFF (11 مايو 2022). "Shireen Abu Akleh remembered as one of Arab world's leading journalists". تايمز إسرائيل. مؤرشف من الأصل في 2024-03-05. اطلع عليه بتاريخ 2024-06-19.
27. ↑  Guyer, Jonathan (11 May 2022). "The killing of Palestinian-American journalist Shireen Abu Akleh, explained". Vox (بالإنجليزية الأمريكية). Archived from the original on 2022-05-14. Retrieved 2024-07-09.
28. ↑  "Veteran Al Jazeera journalist shot dead in West Bank". Financial Times. مؤرشف من الأصل في 2023-10-21. اطلع عليه بتاريخ 2024-07-09.
29. 1 2 3 4  "Israeli troops kill veteran Palestinian Al Jazeera journalist during West Bank raid". Middle East Eye (بالإنجليزية). Archived from the original on 2022-05-11. Retrieved 2024-07-09.
30. ↑  Abdulrahim, Raja; Kingsley, Patrick (11 May 2022). "Al Jazeera Journalist Is Killed in West Bank". The New York Times (بالإنجليزية الأمريكية). ISSN:0362-4331. Archived from the original on 2024-07-16. Retrieved 2024-07-09.
31. ↑  Anchal Vohra (11 May 2022). "Shireen Abu Akleh: reporter shot dead by sniper as Israel raids refugee camp". The Times (بالإنجليزية). Archived from the original on 2024-07-17. Retrieved 2024-07-09.
32. ↑  Abdulrahim, Raja; Kingsley, Patrick; Triebert, Christiaan; Yazbek, Hiba; Robibero, Phil (20 Jun 2022). "The Killing of Shireen Abu Akleh: Tracing a Bullet to an Israeli Convoy". The New York Times (بالإنجليزية الأمريكية). ISSN:0362-4331. Archived from the original on 2022-06-20. Retrieved 2024-07-09.
33. ↑  Kingsley, Patrick; Abdulrahim, Raja; Kershner, Isabel (12 May 2022). "Bullet Is Focus of Dueling Investigations in Journalist's Killing". The New York Times (بالإنجليزية الأمريكية). ISSN:0362-4331. Archived from the original on 2024-03-28. Retrieved 2024-07-09.
34. ↑  Awad al-Rujoub (11 May 2022). "Autopsy reveals Al Jazeera journalist had skull fractures". Anadolu Agency (بالإنجليزية). Archived from the original on 2024-07-13. Retrieved 2024-07-09.
35. ↑  Najjar, Linah Alsaafin,Umut Uras,Zena Al Tahhan,Farah (11 May 2022). "Palestine UN envoy rejects Israeli role in Abu Akleh probe". Al Jazeera (بالإنجليزية). Archived from the original on 2024-07-29. Retrieved 2024-07-12.{{استشهاد ويب}}:  صيانة الاستشهاد: أسماء متعددة: قائمة المؤلفين (link)
36. ↑  Masarwa, Lubna; Abdellatif, Latifeh; Fayyad, Huthifa; Osman, Nadda (13 May 2022). "Shireen Abu Akleh: Israeli forces assault mourners carrying coffin at funeral". Middle East Eye (بالإنجليزية). Archived from the original on 2022-05-13. Retrieved 2022-05-13.
37. ↑  Khadder، Kareem؛ Alkhaldi، Celine (16 مايو 2022). "Al Jazeera journalist Shireen Abu Akleh's brother slams violent actions of Israeli police at her funeral". CNN. مؤرشف من الأصل في 2022-05-17. اطلع عليه بتاريخ 2022-05-17.
38. ↑  Atkinson, Emily (13 May 2022). "Israeli forces attack mourners carrying casket of dead Al Jazeera journalist". ذي إندبندنت (بالإنجليزية). Archived from the original on 2022-05-27. Retrieved 2022-05-13.
39. 1 2  
Hendrix، Steve (13 مايو 2022). "Slain Palestinian American journalist's funeral is held, under heavy Israeli guard". The Washington Post. مؤرشف من الأصل في 2022-05-17. اطلع عليه بتاريخ 2022-05-13.
40. ↑  Magid, Jacob; Boxerman, Aaron (13 May 2022). "US 'deeply disturbed' over images of Israeli police beating mourners; EU 'appalled'". تايمز إسرائيل (بالإنجليزية الأمريكية). Archived from the original on 2022-05-26. Retrieved 2022-05-13.
41. 1 2 3  
Taha، Sufian (13 مايو 2022). "Israeli police attack funeral procession for shot journalist Shireen Abu Aqleh". The Guardian. مؤرشف من الأصل في 2022-05-28. اطلع عليه بتاريخ 2022-05-13.
42. ↑  Ibrahim، Arwa (18 مايو 2022). "Shireen Abu Akleh: Palestinians united in memory of journalist – Israel-Palestine conflict News". Al Jazeera. مؤرشف من الأصل في 2023-01-07. اطلع عليه بتاريخ 2023-01-07.
43. ↑  Tahhan، Zena Al (13 مايو 13 2022). "Shireen Abu Akleh: Palestinians bid farewell to slain journalist – Israel-Palestine conflict News". Al Jazeera. مؤرشف من الأصل في 28 مايو 2022. اطلع عليه بتاريخ 13مايو 2022. {{استشهاد ويب}}: تحقق من التاريخ في: |تاريخ الوصول= و|تاريخ= (مساعدة)
44. ↑  Kingsley، Patrick؛ Abdulrahim، Raja (13 مايو 2022). "Israeli Police Attack Mourners Before Funeral for Shireen Abu Akleh". The New York Times. مؤرشف من الأصل في 2022-05-28. اطلع عليه بتاريخ 2022-05-14.
45. ↑  Ganeyeh، Mustafa Abu (16 مايو 2022). "Churches condemn Israeli police charge at Al Jazeera reporter's funeral". Reuters. مؤرشف من الأصل في 2022-05-26. اطلع عليه بتاريخ 2022-06-22.
46. ↑  "Church leaders slam Israeli police attack on Abu Akleh's funeral". Al Jazeera. 16 مايو 2022. مؤرشف من الأصل في 2022-05-27. اطلع عليه بتاريخ 2022-06-22.
47. ↑  "Christian leaders slam Israel attack on Abu Akleh funeral". The New Arab. 16 مايو 2022. مؤرشف من الأصل في 2022-05-26. اطلع عليه بتاريخ 2022-06-22.
48. 1 2  Sawafta، Ali؛ al-Mughrabi، Nidal (14 مايو 2022). "Palestinians welcome foreign support in inquiry into reporter's death". Reuters. مؤرشف من الأصل في 2022-05-23. اطلع عليه بتاريخ 2022-06-22.
49. 1 2  Ibrahim، Arwa (18 مايو 2022). "Abu Akleh pallbearer arrested days after Israelis attack funeral". Al Jazeera English. مؤرشف من الأصل في 2022-05-27. اطلع عليه بتاريخ 2022-05-20.
50. ↑  Sharaf، Nuha (18 مايو 2022). "Israel arrests pallbearer beaten at journalist's funeral". Reuters. مؤرشف من الأصل في 2022-05-27. اطلع عليه بتاريخ 2022-05-20.
51. ↑  Hasson, Nir (24 May 2022). "Israel's Health Ministry to Probe Violence During Slain Al Jazeera Journalist's Funeral". Haaretz (بالإنجليزية). Archived from the original on 2022-05-26. Retrieved 2022-05-26.
52. ↑  "Police won't release findings of internal probe into conduct at Abu Akleh funeral". The Times of Israel. 15 يونيو 2022. مؤرشف من الأصل في 2022-06-25. اطلع عليه بتاريخ 2022-06-22.
53. ↑  Breiner، Josh (16 يونيو 2022). "Slain Palestinian Journalist Funeral Probe: Israel Police Misconduct found, but Cops Off the Hook". Haaretz. مؤرشف من الأصل في 2022-06-16. اطلع عليه بتاريخ 2022-06-16.
54. ↑  "Police investigation reveals police misconduct at Abu Akleh's funeral". The Jerusalem Post. 17 يونيو 2022. مؤرشف من الأصل في 2022-06-16. اطلع عليه بتاريخ 2022-06-22.
55. ↑  "No Israeli police to be punished for attacking Abu Akleh funeral". aljazeera.com. 16 يونيو 2022. مؤرشف من الأصل في 2022-06-16. اطلع عليه بتاريخ 2022-06-22.
56. ↑  "Shireen Abu Aqla: UN says an Israeli shot killed Al Jazeera journalist" (بالإنجليزية البريطانية). 24 Jun 2022. Archived from the original on 2022-08-11. Retrieved 2024-06-20.
57. 1 2  Staff, Al Jazeera. "US envoy in Israel urges 'thorough' probe into Abu Akleh killing". Al Jazeera (بالإنجليزية). Archived from the original on 2024-01-29. Retrieved 2024-06-26.
58. ↑  "Killing of Palestinian journalist potential war crime: UN Special Rapporteur". www.aa.com.tr. مؤرشف من الأصل في 2023-12-11. اطلع عليه بتاريخ 2024-06-26.
59. ↑  "UN experts condemn journalist killing amid rising West Bank violence". الأمم المتحدة. 13 مايو 2022. مؤرشف من الأصل في 2024-04-20. اطلع عليه بتاريخ 2024-06-26.
60. ↑  "UN experts condemn Shireen Abu Akleh's killing, demand probe". Al Jazeera (بالإنجليزية). Archived from the original on 2024-06-10. Retrieved 2024-06-26.
61. ↑  [a] "Shireen Abu Aqleh: UN security council condemns killing of journalist". The Guardian (بالإنجليزية). 14 May 2022. ISSN:0261-3077. Archived from the original on 2022-05-14. Retrieved 2024-06-26.
[b] "Shireen Abu Aqla: UN condemns killing of Al Jazeera reporter" (بالإنجليزية). 14 May 2022. Archived from the original on 2022-05-14. Retrieved 2024-06-26.
[c] "PA welcomes foreign support in investigating Abu Akleh's killing". Al Jazeera (بالإنجليزية). Archived from the original on 2024-01-29. Retrieved 2024-06-26.
62. ↑  "Deadly Pattern: 20 journalists died by Israeli military fire in 22 years. No one has been held accountable". Committee to Protect Journalists (بالإنجليزية الأمريكية). Archived from the original on 2023-12-25. Retrieved 2024-06-27.
63. ↑  "New report on pattern of Israel killing journalists". Mondoweiss (بالإنجليزية الأمريكية). 9 May 2023. Archived from the original on 2024-03-16. Retrieved 2024-06-27.
64. ↑  "Complaint filed with ICC over Israel's 'systematic' targeting of Palestinian journalists". Middle East Eye (بالإنجليزية). Archived from the original on 2024-04-20. Retrieved 2024-06-27.
65. 1 2 3  Najjar, Linah Alsaafin,Umut Uras,Zena Al Tahhan,Farah (11 May 2022). "Palestine UN envoy rejects Israeli role in Abu Akleh probe". Al Jazeera (بالإنجليزية). Archived from the original on 2024-06-09. Retrieved 2024-06-28.{{استشهاد ويب}}:  صيانة الاستشهاد: أسماء متعددة: قائمة المؤلفين (link)
66. ↑  SAPeople (12 May 2022). "DIRCO Condemns Killing of Al Jazeera Journalist, Shireen Abu Akleh". SA People (بen-ZA). Archived from the original on 2024-02-28. Retrieved 2024-06-28.{{استشهاد ويب}}:  صيانة الاستشهاد: لغة غير مدعومة (link)
67. ↑  "Gallery: Thousands march in London for slain journalist Abu Akleh". Al Jazeera (بالإنجليزية). Archived from the original on 2024-06-16. Retrieved 2024-06-29.
68. ↑  "Thousands rally across US to mark Nakba amid anger of Shireen Abu Akleh killing". Middle East Eye (بالإنجليزية). Archived from the original on 2024-05-03. Retrieved 2024-06-29.
69. ↑  "Mapping Shireen Abu Akleh solidarity protests". Al Jazeera (بالإنجليزية). Archived from the original on 2022-05-17. Retrieved 2024-06-29.
70. ↑  Liu, Jasmine (19 May 2022). "100+ Artists Demand Justice for Slain Journalist Shireen Abu Akleh". Hyperallergic (بالإنجليزية الأمريكية). Archived from the original on 2022-05-27. Retrieved 2024-06-29.
71. ↑  "Arria-formula Meeting on the Protection of Journalists : What's In Blue : Security Council Report". www.securitycouncilreport.org. مؤرشف من الأصل في 2023-01-30. اطلع عليه بتاريخ 2024-06-29.
72. ↑  "Israel killed Abu Akleh in 'cold blood,' Al Jazeera tells UNSC". The Jerusalem Post | JPost.com (بالإنجليزية). 25 May 2022. Archived from the original on 2024-06-01. Retrieved 2024-06-29.
73. ↑  Ben Samuels (23 يونيو 2022). "Nearly Half of Senate Democrats Urge Biden to Investigate Shireen Abu Akleh's Killing". هارتز. مؤرشف من الأصل في 2022-12-24. اطلع عليه بتاريخ 2024-07-05.
74. ↑  Ben Samuels (20 مايو 2022). "57 U.S. Lawmakers Demand FBI, State Dept. Inquiry Into Shireen Abu Akleh Killing". هارتز. مؤرشف من الأصل في 2022-12-10. اطلع عليه بتاريخ 2024-07-05.
75. ↑  "Shireen Abu Akleh family meets Blinken in Washington". Al Jazeera (بالإنجليزية). Archived from the original on 2022-07-26. Retrieved 2024-07-07.
76. ↑  JOSEPH GEDEON (26 يوليو 2022). "'She's a Human Being Who Was Killed in Cold Blood': Shireen Abu Akleh's Family Demands U.S. Action". politico. مؤرشف من الأصل في 2022-08-07. اطلع عليه بتاريخ 2024-07-07.
77. ↑  Barak Ravid (17 أغسطس 2022). "Scoop: U.S. asked Israel to review IDF's "rules of engagement" in West Bank". axios. مؤرشف من الأصل في 2022-08-19. اطلع عليه بتاريخ 2024-07-07.
78. ↑  btselem (11 May 2022). "Location Where journalist Shireen Abu Akleh was killed" (تغريدة) (بالإنجليزية). Archived from the original on 2022-05-12. Retrieved 2022-05-12.
79. ↑  B'Tselem [btselem]. "Documentation of Palestinian gunfire distributed by Israeli military cannot be the gunfire that killed Journalist Shireen Abu Akleh" (تغريدة) (بالإنجليزية). Archived from the original on 2022-05-11. Retrieved 2022-05-11. Missing or empty |date= (help)
80. 1 2  Hendrix، Steve (11 مايو 2022). "American reporter killed by IDF, network says; Israel calls for inquiry". The Washington Post. مؤرشف من الأصل في 2022-05-11. اطلع عليه بتاريخ 2022-05-11.
81. 1 2  Mackey، Robert (11 مايو 2022). "Video Shared by Israel Shows Palestinian Gunman Was Not Firing at Journalist Killed During Israeli Raid". ذا إنترسبت. مؤرشف من الأصل في 2022-06-10. اطلع عليه بتاريخ 2022-06-10.
82. ↑  McKernan, Bethan (11 May 2022). "Al Jazeera accuses Israeli forces of killing journalist in West Bank". The Guardian (بالإنجليزية). Archived from the original on 2022-05-11. Retrieved 2022-05-11.
83. ↑  Federman، Josef؛ Akram، Faras (11 مايو 2022). "Al Jazeera reporter killed during Israeli raid in West Bank". ABC News. أسوشيتد برس. مؤرشف من الأصل في 2022-05-26. اطلع عليه بتاريخ 2022-05-14.
84. ↑  Krauss, Joseph; Akram, Fares (11 May 2022). "Al Jazeera reporter shot, killed during Israeli raid in West Bank". CTVNews (بالإنجليزية). أسوشيتد برس. Archived from the original on 2022-05-11. Retrieved 2022-05-11.
85. ↑  "Palestinian-American Al Jazeera journalist Shireen Abu Akleh killed covering Israel Defense Forces raid in West Bank". سي بي إس نيوز (بالإنجليزية الأمريكية). CBS/AP. 11 May 2022. Archived from the original on 2022-05-27. Retrieved 2022-05-12.
86. ↑  Yahia, Deiaa Haj (12 May 2022). "Palestinian Gunman in IDF Video Unlikely to Have Killed Al Jazeera Journalist". Haaretz (بالإنجليزية). Archived from the original on 2022-05-25. Retrieved 2022-05-12.
87. ↑  Harel، Amos (13 مايو 2022). "Killing of Palestinian Journalist Requires an International Probe – and Might Spark Escalation". هاآرتس. مؤرشف من الأصل في 2022-05-11.
88. ↑  Kubovich، Yaniv؛ Khoury، Jack؛ Lis، Jonathan (11 مايو 2022). "Israel Proposed Joint Probe Into Journalist's Death, but Didn't Tell the Palestinians". هاآرتس. مؤرشف من الأصل في 2022-05-11. اطلع عليه بتاريخ 2022-05-13.
89. ↑  Najjar, Farah; Al Tahhan, Zena; Uras, Umut; Alsaafin, Linah (11 May 2022). "Thousands honour slain Al Jazeera journalist Shireen Abu Akleh". شبكة الجزيرة الإعلامية (بالإنجليزية). Archived from the original on 2022-05-11. Retrieved 2022-05-11.
90. ↑  "Shireen Abu Akleh: New footage shows no fighting before journalist's killing". Middle East Eye. 20 مايو 2022. مؤرشف من الأصل في 2022-06-14. اطلع عليه بتاريخ 2022-06-10.
91. ↑  "Al Jazeera journalist killed by Israeli forces in West Bank". France 24. 11 مايو 2022. مؤرشف من الأصل في 2022-05-11. اطلع عليه بتاريخ 2022-05-11.
92. ↑  "Israel 'investigating soldier' in journalist Abu Akleh's killing". Al Jazeera. 13 مايو 2022. مؤرشف من الأصل في 2022-05-16. اطلع عليه بتاريخ 2022-06-22.
93. 1 2 3  Fiorella، Giancarlo؛ Waters، Nick؛ Toler، Aric (14 مايو 2022). "Unravelling the Killing of Shireen Abu Akleh". بيلنجكات. مؤرشف من الأصل في 2022-05-28. اطلع عليه بتاريخ 2022-05-17. The overwhelming majority of the firearms used in this incident by both the IDF and Palestinian combatants, which were visible in aforementioned videos taken at the scene, appear to be M4 or CAR-15 style 5.56mm rifles
94. ↑  "Al Jazeera obtains image of bullet that killed its journalist". Al Jazeera. 16 يونيو 2022. مؤرشف من الأصل في 2022-06-17. اطلع عليه بتاريخ 2022-06-17.
95. ↑  Federman، Josef (15 مايو 2022). "Independent probe points to Israeli fire in journalist death". AP News. مؤرشف من الأصل في 2022-05-27. اطلع عليه بتاريخ 2022-05-16.
96. ↑  Kellman, Laurie; Hazboun, Areej (16 May 2022). "Catholic leader blasts Israeli conduct at journalist funeral". AP News (بالإنجليزية). Archived from the original on 2022-05-29. Retrieved 2022-05-16.
97. ↑  "Independent probe points to Israel fire in Abu Akleh killing". The New Arab. 16 مايو 2022. مؤرشف من الأصل في 2022-05-16. اطلع عليه بتاريخ 2022-05-16.
98. ↑  Krauss، Joseph (24 مايو 2022). "Review suggests Israeli fire killed reporter, no final word". AP News. مؤرشف من الأصل في 2022-05-28. اطلع عليه بتاريخ 2022-06-22.
99. ↑  Saifi, Zeena; Mackintosh, Eliza; Alkhaldi, Celine; Khadder, Kareem; Polglase, Katie; Mezzofiore, Gianluca (24 May 2022). "New evidence suggests Shireen Abu Akleh was killed in targeted attack by Israeli forces". CNN (بالإنجليزية). Archived from the original on 2022-05-29. Retrieved 2022-05-24.
100. ↑  Toameh، Khaled Abu؛ Lazaroff، Tovah (26 مايو 2022). "Shireen Abu Akleh was killed by IDF, PA investigators claim". The Jerusalem Post. مؤرشف من الأصل في 2022-05-28. اطلع عليه بتاريخ 2022-05-26.
101. 1 2  Federman، Josef (19 مايو 2022). "IDF identifies soldier's gun that may have killed journalist, needs bullet to verify". تايمز إسرائيل. مؤرشف من الأصل في 2022-06-07. اطلع عليه بتاريخ 2022-06-22.
102. ↑  Kampeas، Ron (4 يونيو 2022). "Group of bipartisan Congress members urge PA to release bullet that killed Abu Akleh". timesofisrael.com. مؤرشف من الأصل في 2022-06-10. اطلع عليه بتاريخ 2022-06-10.
103. 1 2  "Palestinians refuse joint Israeli probe into reporter's death; won't transfer bullet". تايمز إسرائيل (بالإنجليزية الأمريكية). 12 May 2022. Archived from the original on 2022-05-26. Retrieved 2022-05-12.
104. ↑  "Gantz: We have asked the Palestinians for the bullet that killed Abu Akleh". تايمز إسرائيل (بالإنجليزية الأمريكية). 11 May 2022. Archived from the original on 2022-05-11. Retrieved 2022-05-11.
105. ↑  Rubin، Shira؛ Hendrix، Steve (12 مايو 2022). "Israel, in shift, investigates possibility IDF soldier killed American journalist". The Washington Post. مؤرشف من الأصل في 2022-05-12. اطلع عليه بتاريخ 2022-05-13.
106. ↑  "Israeli military ID's gun that may have killed journalist". The New Arab. 19 مايو 2022. مؤرشف من الأصل في 2022-05-27. اطلع عليه بتاريخ 2022-06-22.
107. ↑  Halpern، Orly (13 مايو 2022). "Israel's Troubling Response to Shireen Abu Akleh's Killing". Time. مؤرشف من الأصل في 2022-05-28. اطلع عليه بتاريخ 2022-05-22. Israel regrouped, the army quickly backtracking from its claim. On Wednesday evening, Israeli Defense Minister Benny Gantz was on a conference call with reporters, saying he was "very sorry for what happened," that Israel wants to conduct a full-scale investigation and that he had asked the Palestinians to share the bullet that was found embedded in Abu Akleh's head, promising to share all forensic findings with the Americans and the Palestinian Authority. The Palestinians declined, saying they do not trust Israel—a point an Israeli minister appeared to concede in an interview with an Israeli radio outlet on Thursday. "Israel's credibility is not great in situations like this," said Diaspora Minister Nachman Shai... The next day, Thursday, unnamed Israeli officials told reporters that soldiers in a military vehicle had been about 150 yards from where the journalists were working, and fired repeatedly about the time Abu Akleh was killed.
108. ↑  Beaumont, Peter (19 May 2022). "Israel will not hold criminal inquiry into killing of journalist Shireen Abu Aqleh". The Guardian (بالإنجليزية). Archived from the original on 2022-05-28. Retrieved 2022-05-20.
109. ↑  Harel، Amos (19 مايو 2022). "Israeli military will not conduct criminal probe into Al Jazeera reporter's death – Israel News". Haaretz.com. مؤرشف من الأصل في 2022-05-25. اطلع عليه بتاريخ 2022-05-19.
110. 1 2  Ahronheim, Anna; Lazaroff, Tovah (19 May 2022). "IDF will not open criminal investigation into death of Shireen Abu Akleh". جيروزاليم بوست (بالإنجليزية الأمريكية). Archived from the original on 2022-05-28. Retrieved 2022-05-19.
111. ↑  "Israel will not investigate Shireen Abu Akleh's killing". شبكة الجزيرة الإعلامية (بالإنجليزية). 19 May 2022. Archived from the original on 2022-05-28. Retrieved 2022-05-19.
112. ↑  "Shireen Abu Akleh: US lawmakers demanding FBI investigate killing". Al Jazeera. 19 مايو 2022. مؤرشف من الأصل في 2022-05-28. اطلع عليه بتاريخ 2022-06-22.
113. ↑  Samuels، Ben (20 مايو 2022). "57 U.S. Lawmakers Demand FBI, State Dept. Inquiry into Shireen Abu Akleh Killing". Haaretz. مؤرشف من الأصل في 2022-05-25. اطلع عليه بتاريخ 2022-05-20.
114. ↑  "Attorney-General affirms projectile which killed Shireen Abu Akleh won't be handed over to Israel". WAFA. مؤرشف من الأصل في 2022-07-03. اطلع عليه بتاريخ 2022-07-02.
115. ↑  "Shireen Abu Aqleh: bullet that killed journalist given to US forensic experts". the Guardian. Associated Press. 2 يوليو 2022. مؤرشف من الأصل في 2022-07-02. اطلع عليه بتاريخ 2022-07-02.
116. ↑  Salman، Abeer؛ Gold، Hadas (2 يوليو 2022). "Palestinians to let US examine bullet that killed Al Jazeera journalist Shireen Abu Akleh". CNN. مؤرشف من الأصل في 2022-07-02. اطلع عليه بتاريخ 2022-07-02.
117. ↑  "Fresh row as Israel to conduct forensic tests on bullet that killed Shireen Abu Aqleh". The Guardian. 3 يوليو 2022. مؤرشف من الأصل في 2022-07-03. اطلع عليه بتاريخ 2022-07-03.
118. ↑  "Shireen Abu Aqleh: Israeli gunfire probably killed journalist, say US investigators". the Guardian. 4 يوليو 2022. مؤرشف من الأصل في 2022-07-04. اطلع عليه بتاريخ 2022-07-04.
119. ↑  "US: Shot that killed journalist likely fired from Israelis". The Independent. 4 يوليو 2022. مؤرشف من الأصل في 2022-07-05. اطلع عليه بتاريخ 2022-07-04.
120. ↑  Kingsley، Patrick؛ Jakes، Lara (4 يوليو 2022). "Bullet Too Damaged to Prove Who Killed Palestinian American Journalist, U.S. Says". The New York Times. مؤرشف من الأصل في 2022-07-04. اطلع عليه بتاريخ 2022-07-04.
121. ↑  "US says Israeli shot 'likely responsible' for death of Abu Akleh". www.aljazeera.com. مؤرشف من الأصل في 2022-07-04. اطلع عليه بتاريخ 2022-07-04.
122. ↑  "Abu Akleh directly, intentionally targeted by Israeli occupation army: Palestinian Public Prosecution". WAFA. مؤرشف من الأصل في 2022-07-04. اطلع عليه بتاريخ 2022-07-04.
123. ↑  Harb، Ali. "'Not about justice': Advocates slam US line on Abu Akleh killing". www.aljazeera.com. مؤرشف من الأصل في 2022-07-05. اطلع عليه بتاريخ 2022-07-05.
124. 1 2 3  
Cahlan, Sarah; Kelly, Meg; Hendrix, Steve (12 Jun 2022). "How Shireen Abu Akleh was killed". Washington Post (بالإنجليزية). Archived from the original on 2022-06-12. Retrieved 2022-06-20.
125. ↑  Abdulrahim، Raja؛ Kingsley، Patrick؛ Triebert، Christiaan؛ Yazbek، Hiba؛ Robibero، Phil (20 يونيو 2022). "The Killing of Shireen Abu Akleh: Tracing a Bullet to an Israeli Convoy". The New York Times. مؤرشف من الأصل في 2022-06-23. اطلع عليه بتاريخ 2022-06-20.
126. ↑  Berg، Raffi (24 يونيو 2022). "Shireen Abu Aqla: UN says an Israeli shot killed Al Jazeera journalist". BBC News. مؤرشف من الأصل في 2023-03-22. اطلع عليه بتاريخ 2022-06-24.
127. ↑  "Killing of journalist in the occupied Palestinian territory". OHCHR. مؤرشف من الأصل في 2022-06-24. اطلع عليه بتاريخ 2022-06-24.
128. ↑  McKernan، Bethan (14 يونيو 2022). "Palestinian reporter's death highlights weakness of Israeli army investigations". الغارديان. مؤرشف من الأصل في 2022-06-14. اطلع عليه بتاريخ 2022-06-14. According to army data released under Israel's freedom of information act and analysed by Yesh Din, an Israeli human rights organisation, Israeli forces have near-total impunity from prosecution in cases in which Palestinians were harmed by IDF soldiers. Only five (7.2%) of all internal military investigations opened in 2019–20 resulted in criminal indictments, and just 2% of the complaints the army received resulted in the prosecution of a suspect. In 2017–18, the chance of a prosecution was 0.7%. And although 47 Palestinians were killed by Israeli forces in the first quarter of 2022 – a fivefold rise compared with the same time period in 2021 – the total number of investigations opened by the IDF is, on average, decreasing each year.
129. ↑  Al Tahhan، Zena (5 سبتمبر 2022). "Israel says 'high possibility' its army killed Shireen Abu Akleh – Israel-Palestine conflict News". شبكة الجزيرة الإعلامية. مؤرشف من الأصل في 2022-11-15. اطلع عليه بتاريخ 2022-09-05.
130. 1 2  Federman، Josef (5 سبتمبر 2022). "Israeli army: 'High possibility' soldier killed reporter – AP News". أسوشيتد برس. مؤرشف من الأصل في 2022-11-15. اطلع عليه بتاريخ 2022-09-05.
131. ↑  McGreal، Chris (7 سبتمبر 2022). "US senator rejects Israeli army report on killing of Palestinian American reporter". الغارديان. مؤرشف من الأصل في 2022-10-03. اطلع عليه بتاريخ 2022-09-07.
132. ↑  "Israel's handling of Shireen Abu Akleh killing angers media". The New Arab. 9 سبتمبر 2022. مؤرشف من الأصل في 2022-10-06. اطلع عليه بتاريخ 2022-09-09.
133. ↑  "Israel PM opposes prosecuting soldier who likely shot Jazeera reporter". France 24 (بالإنجليزية). Agence France-Presse. 7 Sep 2022. Archived from the original on 2022-10-03. Retrieved 2022-09-29.
134. ↑  Speri، Alice (20 سبتمبر 2022). "Israeli Forces Deliberately Killed Palestinian American Journalist, Report Shows". The Intercept. مؤرشف من الأصل في 2022-10-26. اطلع عليه بتاريخ 2022-09-20.
135. ↑  "U.S. Informs Israel It Will Open Investigation Into Killing of Shireen Abu Akleh". Haaretz. مؤرشف من الأصل في 2022-11-15. اطلع عليه بتاريخ 2022-11-15.
136. ↑  "Israel will not cooperate with FBI inquiry into killing of Palestinian American journalist". the Guardian. 14 نوفمبر 2022. مؤرشف من الأصل في 2022-11-15. اطلع عليه بتاريخ 2022-11-15.
137. ↑  "US to open investigation into Shireen Abu Akleh killing: Reports". www.aljazeera.com. مؤرشف من الأصل في 2022-11-15. اطلع عليه بتاريخ 2022-11-15.
138. ↑  Ravid، Barak (16 نوفمبر 2022). "Officials: White House told Israel it wasn't behind FBI's decision to probe Abu Akleh killing". Axios. مؤرشف من الأصل في 2022-11-20. اطلع عليه بتاريخ 2022-11-20.
139. ↑  "FBI's Shireen Abu Akleh Probe Is a Watershed Moment in U.S.-Israel Ties". Haaretz. مؤرشف من الأصل في 2022-11-20. اطلع عليه بتاريخ 2022-11-20.
140. ↑  "Amnesty International: "Israeli military cannot keep killing Palestinians like Shireen Abu Akleh with impunity"". WAFA. مؤرشف من الأصل في 2022-11-20. اطلع عليه بتاريخ 2022-11-20.
141. ↑  "Israel/OPT: Israeli military cannot keep killing Palestinians like Shireen Abu Akleh with impunity – occupied Palestinian territory | ReliefWeb". reliefweb.int. 16 نوفمبر 2022. مؤرشف من الأصل في 2022-11-20. اطلع عليه بتاريخ 2022-11-20.
142. ↑  "Palestine asks ICC to investigate Shireen Abu Akleh's killing". Al Jazeera (بالإنجليزية). 23 May 2022. Archived from the original on 2022-05-25. Retrieved 2022-05-26.
143. ↑  "Al Jazeera to send Abu Akleh case file to the ICC: Full statement". aljazeera.com. 26 مايو 2022. مؤرشف من الأصل في 2022-05-27. اطلع عليه بتاريخ 2022-05-26.
144. ↑  Wintour، Patrick (27 مايو 2022). "Shireen Abu Aqleh: killing of reporter referred to international criminal court 5.56mm round with a steel component used by Nato forces". الغارديان. مؤرشف من الأصل في 2022-05-28. اطلع عليه بتاريخ 2022-05-27.
145. ↑  "Al Jazeera journalist's killing referred to ICC in complaint". AP NEWS. 20 سبتمبر 2022. مؤرشف من الأصل في 2022-11-05. اطلع عليه بتاريخ 2022-09-20.
146. ↑  "Shireen Abu Akleh: Lawyers call on ICC to investigate journalist's killing". Middle East Eye. مؤرشف من الأصل في 2022-10-03. اطلع عليه بتاريخ 2022-09-20.
147. ↑  Bethan McKernan (6 ديسمبر 2022). "Shireen Abu Akleh: Al Jazeera submits new evidence to ICC". The Guardian. مؤرشف من الأصل في 2022-12-06. اطلع عليه بتاريخ 2022-12-06.
148. ↑  Rebane، Abeer Salman, Hadas Gold, Alex Stambaugh, Teele (6 ديسمبر 2022). "Al Jazeera submits Shireen Abu Akleh case to ICC | CNN Business". CNN. مؤرشف من الأصل في 2022-12-07. اطلع عليه بتاريخ 2022-12-07.{{استشهاد ويب}}:  صيانة الاستشهاد: أسماء متعددة: قائمة المؤلفين (link)
149. ↑  "US opposes Al Jazeera's push to take the Abu Akleh case to ICC". Al Jazeera. 6 ديسمبر 2022. مؤرشف من الأصل في 2023-02-14. اطلع عليه بتاريخ 2023-02-14.
150. ↑  "Al Jazeera takes killing of journalist Abu Akleh to International Criminal Court". France 24. 6 ديسمبر 2022. مؤرشف من الأصل في 2023-02-14. اطلع عليه بتاريخ 2023-02-14.
151. 1 2 3 4 5 6  
"Shireen Abu Akleh: friends and family call for justice on anniversary of killing". The Guardian. مؤرشف من الأصل في 2023-05-11. اطلع عليه بتاريخ 2023-05-11.
152. ↑  "Deadly Pattern: 20 journalists died by Israeli military fire in 22 years. No one has been held accountable". Committee to Protect Journalists. مؤرشف من الأصل في 2023-05-09. اطلع عليه بتاريخ 2023-05-10.

بالعبرية
1. ↑  בצלם (11 مايو 2022). "המיקום ממנו יורה החמוש הפלסטיני בסרטון שמפיץ הצבא" [المكان الذي أطلق منه المسلح الفلسطيني النار في مقطع فيديو نشره الجيش] (تغريدة) (بالعبرية). مؤرشف من الأصل في 2022-05-11. اطلع عليه بتاريخ 2022-05-11.
2. ↑  نفتالي بينيت [naftalibennett] (11 مايو 2022). "יו"ר הרשות מטיח בישראל האשמות ללא בסיס מוצק. על פי הנתונים שבידינו כרגע, יש סיכוי לא מבוטל שפלסטינים חמושים, שירו באופן פרוע, הם שהביאו למותה המצער של העיתונאית. הפלסטינים אף תועדו אומרים "פגענו בחייל, הוא שכוב על האדמה". אף חייל לא נפגע, מה שמעלה את האפשרות כי הם ירו ופגעו >>" [إن رئيس السلطة الفلسطينية يوجه الاتهامات لإسرائيل دون أساس قوي. ووفقاً للبيانات المتوفرة لدينا حتى الآن، هناك احتمال كبير أن يكون الفلسطينيون المسلحون الذين أطلقوا النار بشكل عشوائي هم الذين تسببوا في وفاة الصحافي. بل إن الفلسطينيين وثقوا قولهم: "لقد ضربنا جندياً، وهو ملقى على الأرض". ولم يصب أي جندي بأذى، مما يثير احتمال أن يكونوا قد أطلقوا النار وأصابوه.>>] (تغريدة) (بالعبرية). مؤرشف من الأصل في 2022-05-11. اطلع عليه بتاريخ 2022-05-11.

## وصلات خارجية
- لقاء مع الإعلامية شيرين أبو عاقلة، فضائية النجاح